# Massif des Vosges
Pour les articles homonymes, voir Vosges.
Le massif des Vosges ou les Vosges [voːʒ] est un massif de moyennes montagnes du Nord-Est de la France qui sépare le Plateau lorrain de la plaine d'Alsace. D'origine varisque et majoritairement constitué de grès et de granite, il atteint des altitudes culminant à 1 424 mètres au Grand Ballon.
On en distingue généralement — sur des bases géologiques et morphologiques — trois parties, :
- les Basses Vosges gréseuses — communément appelées « Vosges du Nord » — se situent au nord du seuil de Saverne et se poursuivent au-delà de la frontière allemande par la forêt palatine avec laquelle elles forment la réserve de biosphère transfrontalière des Vosges du Nord-Pfälzerwald. Les principaux sommets sont le Grand Wintersberg (581 m), le Petit Wintersberg (573 m), le Mohnenberg (547 m) et le Maimont (513 m)[5] ;
- les Hautes Vosges gréseuses — communément appelées « Vosges gréseuses » ou « Vosges moyennes » — s'étendent entre le seuil de Saverne au nord, la vallée de la Fave et Saint-Dié-des-Vosges au sud et la vallée de la Bruche à l'est. Les principaux sommets sont le rocher de Mutzig (1 008 m), le Donon (1 008 m), le Narion (998 m), le Noll (991 m) et le Grossmann (986 m) ;
- les Hautes Vosges cristallines — communément appelées « Hautes Vosges » — au sud-est du massif regroupent les sommets les plus élevés majoritairement constitués de roches granitiques. Le point culminant de tout le massif se situe au Grand Ballon (1 424 m) suivi du Storkenkopf (1 366 m), du Hohneck (1 363 m), du Kastelberg (1 350 m) et du Klintzkopf (1 329 m).

Seules les Hautes Vosges, cristallines et gréseuses, forment la « montagne vosgienne » à proprement parler alors que les Vosges du Nord constituent une zone boisée de basse montagne.
L'ensemble du massif se caractérise par des pentes abruptes sur le versant alsacien alors que le versant lorrain connait une déclivité plus douce. Cette géomorphologie entraîne un effet de foehn qui fait bénéficier la plaine alsacienne d'un climat plus ensoleillé et plus sec que le Plateau lorrain et qui a notamment permis le développement du vignoble alsacien. Par ailleurs, les Vosges restent un massif très boisé où subsistent quelques pâturages d'altitude — les chaumes — essentiellement d'origine anthropique du fait du défrichement des sommets débuté à l'âge du bronze.
Les crêtes vosgiennes, du Donon au ballon d'Alsace, comportent encore les bornes de l'ancienne frontière entre l'Allemagne et la France (frontière de 1871), marquées D pour Deutschland d'un côté et F de l'autre. Cette limite est aujourd'hui celle entre l'Alsace-Moselle et la Franche-Comté au sud ainsi que le reste de l'ancienne région Lorraine sur le reste de son tracé.

## Toponymie

### Les Vosges
Le nom des Vosges est attesté depuis l'Antiquité :
- la première mention est géographique : ex monte Vosego désigne une montagne entre Gaule celtique et belgique, telle que César la décrit dans la Guerre des Gaules (IV, 10). Cette contrée forestière correspond à la frontière antique entre les Leuques, à l'ouest, les Médiomatriques et les Séquanes à l'est[9]. Pline, qui est chargé d’avitailler la marine romaine, connaît déjà le sapin des Vosges ;
- la seconde est une épiclèse de Mercure, Vosegus, qui apparaît au Donon dans le titre Merc[urio] vosego[10],[11],[12]. Pour la plupart des historiens du XIXe siècle, cet antique Vosegus est un génie des forêts obscures, un dieu topique de cette montagne forestière[13]. On peut y voir plus simplement une dédicace au « Mercure vosgien » ;
- une troisième inscription antique tardive du IVe siècle montre l’équivalent du terme actuel « forêt vosgienne », avec une forte connotation sauvage et menaçante, silva vosego[14] ;
- au VIIe siècle, Jonas de Bobbio, biographe de saint Colomban, écrit à son propos : « Erat enim tunc vasta eremus Vosagus nomine (...). Ibi cum suis resedit » (il y avait en effet alors un vaste désert nommé Vosge (...). C'est là qu'il s'établit avec les siens)[15] ;
- on trouve encore : à Zinswiller (Bas-Rhin), vo[se]go sil[vano] ; à Gœrsdorf (Bas-Rhin), vosego sil[vano] ; à Bad Bergzabern (Palatinat), vosego[16] ; à Busenberg (Palatinat), Silva Vosegus[17],[18],[19] ; à la Maison forestière de Breitensteiner (Bad Dürkheim), vosego ; à Bärenbrunner Hof (Pirmasens), vosego silvan[o][20].

La cité des Leuques, centrée à Nasium puis à Toul, est déjà une province ouverte depuis le Ier siècle. Les Bagaudes généralisées au IIIe siècle semblent reprendre avec une violence accrue au milieu du IVe siècle et ce monde, tout en restant, paradoxalement à nos yeux, structuré dans le cadre rigoureux de la latinité et du Bas-Empire, passe sous hégémonie germanique.
Alors apparaît un terme éphémère au VIIe siècle, ce siècle de la renaissance croissante des vieilles hiérophanies - lieux du sacré - oubliées, dévoyant et perdant le sens global du toponyme gaulois latinisé. Le vocable germanisé s'écrit Wasgauen ou « districts ou contrées des étendues », sous-entendu « de l'ouest » selon les historiens lorrains ou alsaciens du XVIIe siècle.
Les aristocrates francs, puis des associations chrétiennes d'hommes solidaires autour d'intérêts communs ont émancipé des territoires et dénommé les bans au VIIe siècle. Soumises à une christianisation profonde, ce sont de véritables et nouvelles découpes du diocèse qui, à terme, instaurent une vie politique et religieuse, voire économique, autonome par rapport à la vieille cellule fondatrice du Bas-Empire que représente la cité de l'évêque. Les ducs francs d'Alsace, constatant la vacance du roi mérovingien, ont protégé les bans dès leurs fondations, puis ont accaparé à leur compte l'administration supérieure de ces grands bans quasi-autonomes, en particulier sur les confins orientaux du vaste comté de Chaumontois. Ils ont ainsi réduit momentanément l'influence de l'évêché de Toul et ont fait de même au nord et au sud de l'Alsace, c'est-à-dire avec le Nordgau pris sur l'évêché de Spire et le Sundgau capté sur l'évêché de Bâle. Les Carolingiens, restaurateurs d'une centralité du pouvoir, ont assujetti ces entités autonomes, les plaçant sous tutelle d'administrations religieuses initialement à leur service royal.
La civilisation paysanne impose progressivement ses repères après le VIIIe siècle. Le singulier Vosge ou Vôge provenant du premier toponyme gaulois latinisé se perpétue pour caractériser le pagus ou pays vert observable en contrée frontalière au sud de l'antique Belgica prima, à la limite de l'ancienne Austrasie et déjà en Burgondie.
Au XIIIe siècle, le latin d’église a gardé la forme Vosagum qui évolue en Vogia ou Vosgia, d'après la forme romane. En ancien français, on trouve conjointement « par Vouge trespassa », ce qui signifie « il passa par les Vosges ».
Des formes au pluriel en langues romanes et germaniques, du premier toponyme gaulois latinisé, influencées par les interprétations savantes mérovingiennes, prennent désormais en compte la diversité du domaine royal, une foresta primitive et royale dispersée dans ce monde paysan en gestation en grands bans montagnards, parfois morcelés ultérieurement au gré des pouvoirs politiques plus ou moins sacrés, engendrant plus tard au XIIIe siècle les anciennes grandes paroisses, en particulier celles de la montagne, puis le massif montagneux lui-même.
L'historien peut en conclure que la montagne, bien que soumise à une semblable administration du Bas-Empire jusqu'au début du VIIe siècle, s'affirmait en foyer germanique et la Vôge en une grande contrée précocement latinisée entre Saône et Moselle. Les études dialectales confirment cette assertion. L'ethnologie des anciennes coutumes et des vieux moyens de transports ruraux montrent des frontières au-delà de la Moselle, les zones au voisinage des voies romaines demeurant fortement romanisées.
Le département des Vosges a été formé en 1790 sur la partie méridionale des États de Lorraine.

#### Orthographes retenues dans les titres, cartulaires et actes officiels
Plusieurs manières d'écrire le nom des Vosges apparaissent dans les pièces officielles avec une très forte récurrence de la graphie « Vosge » dans l'Ancien Régime. Le fait de l'écrire avec ou sans accent circonflexe ne change rien dans la perception que l'on en avait à cette époque. Quand les titres et ordonnances parlent de « Vôge », ils n'évoquent nullement le pays de la Vôge actuel, mais l'ensemble du bailliage, subdivision officielle du duché de Lorraine. Dom Calmet explique dans sa Notice de la Lorraine que « de là, les montagnes de Vôge traversent le Bas-Palatinat, et vont se terminer au confluent de la Moselle et du Rhin ». Au XIXe siècle déjà, les érudits avaient une définition très élargie des montagnes vosgiennes puisque, pour reprendre Dom Calmet, les « montagnes de Vôge » commencent à la frontière de Franche-Comté et se divisent à Bad Dürkheim dans le Palatinat d'où « se détache la chaîne nommée Donnersberg ou Mont Tonnerre ». L'abbé bénédictin semble avoir une préférence pour le terme avec l'accent circonflexe puisque, dans un autre de ses ouvrages, Histoire de Lorraine, il parle des « Assises de la Province de Vôge » quoique, dans une charte ducale en latin, il traduise « in silva vocata Vosego » par « en forêt de Vosge », probablement par rapprochement de la forme masculine singulier au datif en latin confirmé par le dictionnaire Gaffiot qui donne comme seule définition de Vŏsĕgus, masculin de la première déclinaison : « les Vosges (chaîne de montagne en Gaule) ». Ceci met bien en évidence l'opposition entre le masculin singulier du terme archaïque et le féminin pluriel du mot contemporain.
Comme l'explique l'Encyclopédie de Diderot et d’Alembert, dans la Lorraine ducale, le corpus juridique était fondé sur le droit coutumier lequel fut néanmoins mis par écrit et modifié en 1594 à la demande du souverain Charles III. Ces coutumes faisaient donc office de texte législatif et juridique pour le territoire lorrain et furent nommées : Coutumes générales du duché de Lorraine pour les bailliages de Nancy, Vosge et Allemagne,. En 1594, Charles III avait préalablement demandé au président de la Chambre des comptes de Lorraine, Thierry Alix, de procéder au « dénombrement » du duché de Lorraine : il énumère quatre comtés et huit bailliages dont celui de « Vosge ».
Dans les coutumes générales de Lorraine de 1614, revues par le duc Charles IV, il est question du « Bailly de Vosge », du « Bailliage de Vosge » et des « Assises de Vosge ». Le Dictionnaire universel de la France ancienne et moderne explique encore, au XVIIIe siècle, que « les terres du Domaine se divisent en quatre grands bailliages ; qui sont le bailliage de Nancy ou bailliage François, le bailliage de Vosge, le bailliage Allemand et le bailliage de Bassigny ». Il y a donc une continuité apparente dans la graphie « Vosge » puisque dans un titre ducal de 1284 on parle du « bailliage de Vosge » alias « bailliage de Mirecourt » car cette cité formait le siège bailliager. Toutefois, dans un même titre au paragraphe V de la réédition des coutumes en 1770, expliquant quels gentilshommes faisaient partie de l'ancienne chevalerie du duché pour les jugements en appel, on lit à trois lignes de distance les deux formes « Vosge » et « Vosges » pour désigner le bailliage.
Les chartes et titres officiels rassemblés dans les Documents rares et inédits de l'histoire des Vosges corroborent la concomitance des deux termes avec une petite avance pour la graphie sans le /s/ final :
- en 1295, « ès forez de Eccles ne de Vosge »[39] ;
- en 1432, pour la prestation de serment de René II de Lorraine au chapitre des chanoinesses de Remiremont est présent le « Bailly de Vosges »[40] ;
- en 1486, il est question dans une charte du 23 mars du « procureur de Vosge »[41] ;
- en 1605, les coutumes de La Bresse mentionnent le « procureur général de Vosges »[42],[43] ;
- en 1609, Mirecourt est désignée comme « capitalle du bailliage de Vosges »[37] ;
- en 1770, la réédition des coutumes générales est intitulée en couverture avec la mention bailliage de Vosge[44],[45].

Il apparaît clairement que le terme usité dans les pièces officielles reste majoritairement un singulier jusqu'à la création du département pendant la Révolution française. La présence d'un /s/ final s'explique peut-être plus par un maintien purement graphique du /s/ issu de la terminaison latine qu'une terminaison plurielle. Dans une charte du 13 mai 1609, il est fait mention du « Bailly dudit Vosges ». Dans les autres documents déjà évoqués, on ne lit jamais « des » Vosges, mais « de » Vosge(s). L'antique bailliage de Vosge du duché de Lorraine a été supprimé en même temps que les sept autres par l'édit du duc Stanislas en juin 1751 qui institua 35 nouveaux bailliages portant le nom du siège bailliager. Presque un demi-siècle s'écoule entre les usages oraux et écrits des actes officiels du duché et la création du département des Vosges.

#### Anciennes et nouvelles formes germaniques
Comme les Autrichiens, les Suisses et une grande partie des Allemands qui pratiquent l'apocope du /N/ final, les dialectes alsaciens et mosellans appellent le massif d'Vogese, variante phonétique du mot haut-allemand Die Vogesen. Le terme est néanmoins moderne ; son usage s'impose progressivement à partir du XVIIe siècle, mais davantage dans les deux siècles suivants pour désigner l'ensemble du massif vosgien et ainsi faire la distinction avec soit la partie germanophone de tout le versant oriental du massif, soit la Vasgovie, cette partie plus connue aujourd'hui sous le terme de Vosges du Nord auquel il faut ajouter le Pfälzerwald dans le Palatinat voisin. Le mot Vogesen revêt un caractère neutre sans connotation particulière par rapport à des termes archaïques qui seraient presque tombés dans l'oubli s'ils n'avaient pas perduré dans la toponymie ou l'anthroponymie : Wasgen, Wasgau, Wasichen. Ils évoquent les châteaux-forts, l'ancienne noblesse et la période germanique médiévale du versant alsacien.
Les termes du moyen haut-allemand Wasichin ou Wassigin avec la mutation consonantique apparente du /G/ en fricative palatale /CH/ remontent au mot en usage dans les textes influencés par le latin ecclésiastique au Ve siècle, Vosagus, qui se naturalise lentement dans la langue à la fois latine et vieux haut-allemande des scribes carolingiens au IXe siècle avec les termes Wasegus, Wasagus ou Wasego qui préfèrent manifestement la graphie germanique en /W/. La syncope du /E/ médian laisse deviner la forme Wasgau. En vieux haut-allemand, les mots terminaient encore par des voyelles plus ou moins toniques pour la déclinaison. La terminaison /-in/ ne serait pas un pluriel, mais la déclinaison du mot au datif par exemple. C'est d'ailleurs le cas en latin si l'on prend le vers 72 du récit Ecbasis cujusdam captivi rédigé par un anonyme nommé Vosaginus qui raconte : « Sic vixit vitulus, Vosaginis partibus altus »,.

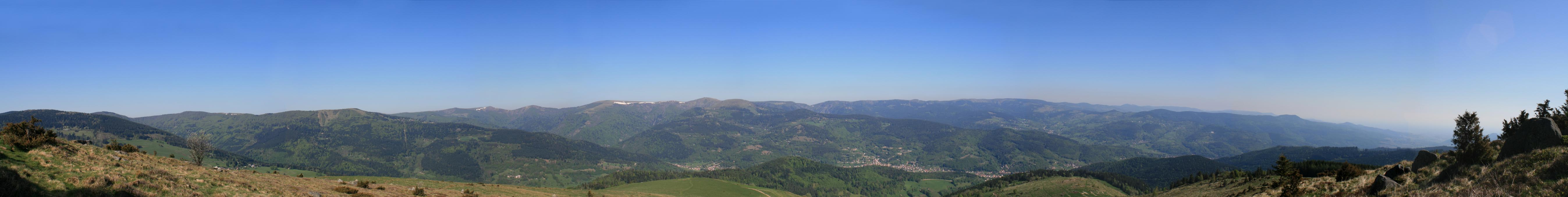
Les Vosges depuis le Petit Ballon.

### Les ballons
Le terme ballon est le nom usuel par lequel on désigne quelques sommets des Vosges. En réalité le toponyme le plus fréquent pour les sommets vosgiens n'est pas construit avec le mot « ballon » mais avec -kopf ou -berg, soit en langue romane respectivement « tête » et « mont ». En effet, seuls cinq sommets portent aujourd'hui réellement ce nom (Grand Ballon, Petit Ballon, Ballon d'Alsace, Ballon de Servance et Ballon Saint-Antoine). Il y a plus d'un siècle, on lisait encore dans les encyclopédies, le Ballon de Comté ou de Lure pour La Planche des Belles Filles et le Ballon de Guinon,. Par ailleurs, on parlait en 1591 aussi du « Beffortisch Belchen » (Ballon de Belfort) pour désigner le Ballon d'Alsace.
L'origine du terme oronymique « ballon » a fait l'objet de plusieurs études étymologiques depuis le XIXe siècle et malgré les différentes hypothèses émises par d'éminents chercheurs aucune théorie n'a remporté l'adhésion totale, hier comme aujourd'hui. Interprété plus par étymologie populaire ou sur des considérations purement linguistiques à défaut de faits archéologiques, cet oronyme garde une part de mystère.
Procédant par exclusion, la majorité des chercheurs qui se sont penchés sur le sujet s'accordent aujourd'hui pour écarter la thèse de la forme arrondie qui partait du constat suivant : le terme Bölchen serait un diminutif du vieux haut allemand bolla qui signifie « récipient arrondi », « bol » et de même origine indo-européenne que le latin bulla « objet sphérique » (> français boule) et désigne donc métaphoriquement « la forme arrondie des sommets ». Il se peut que Belchen représente une évolution dialectale de ce terme. Or, bien que le relief des ballons soit généralement assez doux, ils ne sont pas véritablement ronds comme des ballons ainsi qu'on le croit souvent ; s'ils présentent effectivement des aspects arrondis, ils possèdent également des escarpements prononcés (comme les versants nord et est des Ballons d'Alsace et de Servance, très raides voire dangereux pour le randonneur qui quitterait les sentiers). Dans son Guide des Vosges de 1883, Mündel voyait par exemple dans le terme « Bolle » désignant la partie ronde de l'œuf dans les dialectes allemands du sud-ouest l'origine de l'oronyme « ballon », repris par La Grande Encyclopédie de 1886 en se basant sur le fait qu'il existe des « Belchen » en Hesse, le bassin rhénan supérieur et la Suisse. De plus, d'une part les dialectes germaniques disposent de termes actifs pour désigner des sommets arrondis comme Kuppe, d'autre part les dialectes alémaniques ne pratiquent pas le diminutif « -chen ». Ils ont opté pour la forme /-ilîn/ déjà présente en vieux haut-allemand et usuelle dans les Vosges alsaciennes dans, par exemple « Koepfel » ou « Baechel », respectivement la petite tête et le ruisselet.
Le premier débat qui a occupé les chercheurs était de savoir lequel des deux termes « ballon » et « Belchen » a été emprunté par l'autre langue voisine. Ce mot « Belchen » compris comme « Bällchen » (petit balle), a influencé le choix du terme français ballon au XVIIIe siècle par les moines bénédictins de Senones, véritables géographes du siècle des Lumières. Loin d'être un fait unique, les sommets et les chaumes des Vosges ont été historiquement d'abord fréquentés par les pâtres alsaciens, souvent d'ailleurs d'origine suisse. Les Lorrains romans sont arrivés plus tard et ont romanisé les termes germaniques. En patois vosgien, on prononce le mot avec un /a/ long, donc plus comme « bâlon », une graphie qu'on trouve encore dans les textes du XIXe siècle. Sur ce point, les linguistes contemporains n'ont plus de doute non plus : il faut chercher l'étymologie de « Belchen » qui est antérieure à celle du « ballon ».
L'oronyme allemand Belchen est géographiquement très localisé : en Alsace (Elsässer Belchen ou welscher Belchen) ; en Forêt-Noire avec le Badischer Belchen ; en Suisse avec le Belchenflue (schweizer Belchen, Belchenflue ou encore Bölchen et Bölchenflue en suisse alémanique) ; finalement en Hesse, région de Cassel, dans le Söhrewald pour lesquels certains historiens voient plutôt une colonie fondée à l'époque carolingienne par des colons provenant de la plaine rhénane supérieure. Belchen n'est pas seulement un oronyme, mais aussi un hydronyme dans Belchenbach où le nom de la montagne est transféré à celui du cours d'eau et des agglomérations en Suisse.
Pendant plus d'un siècle, la forte majorité des historiens ont privilégié la thèse du culte celtique de Belenos, dieu gaulois romanisé, tutélaire des éminences les plus dégagées du massif. Dans les années 1960 et après, Françoise Le Roux et d'autres chercheurs rappellent que la communauté de radical ne suffit pas pour justifier une identification. D'un côté, on donne à la racine /bel/ dans Belenos le sens « brillant » ; de l'autre on pense qu'en réalité il s'agirait de l'épiclèse du Dagda, le « Druide Divin », qui signifie plutôt « le Puissant ». En revanche, il faut se garder de réserver le dieu du soleil, Belenos, qu'aux seuls ballons. Les deux interprétations se valent ou se complètent par le truchement de la fête de Beltaine. Dans un premier cas, cette festivité sert à célébrer la rupture dans l'année entre la saison sombre et la saison claire. Ce dieu est plus présent et cité dans des inscriptions dans les Gaules cisalpine et transalpine, en Illyrie et en Norique. Évoquer une divinité et donner son nom soit à une ville, soit à un lieu significatif pour la vie des populations était courant chez les peuples anciens ; on voulait s'attirer les bonnes faveurs des dieux protecteurs. La rivière Belaine dans le Brionnais-Charolais est associée à Belenos, divinité tutélaire de Clermont-Ferrand. La plupart des linguistes font dériver le toponyme « Beaune » également de ce dieu du soleil même s'ils précisent que cela ne repose que sur des considérations linguistiques. alors que les faits archéologiques attestent plus facilement l'autre attribution de Bélos qui est d'être la divinité des eaux et des sources. Belenos fut surtout adoré en Pannonie, en Illyrie et il fut le dieu tutélaire majeur du Norique, et de la ville italienne Aquilée avec des mentions tardives dans les sources romaines. Ausone cite Bélos ou Belenos comme un soleil plein de force et de vigueur pour lequel on bâtissait des temples desservis par les druides. La présence des druides pour la fête de Beltaine était exigée pour assurer le rituel du passage du bétail entre des feux qu'on allumait peut-être aussi sur les sommets des ballons afin d'obtenir la protection contre les épidémies,. On sait en effet que les pelouses subalpines des chaumes vosgiennes furent utilisées pour l'estive. Plus récemment, les analyses palynologiques et polliniques au Hohneck et au Rossberg ont montré pendant la protohistoire l'existence de chaumes avec pâturage à partir du bronze final, pendant la culture de Hallstatt, et encore plus actives à partir du 2e âge du fer, période de La Tène. Le massif vosgien est intégré dans la sphère de la culture de Hallstatt dont on sait qu'elle est à l'origine des Celtes dans la région. Il y avait du bétail sur les pelouses sommitales du massif vosgien quand la culture celtique dominait.
Depuis les années 1980, l'implication des ballons ou Belchen pour l'élaboration d'un calendrier astronomique celtique a été étudiée par des archéologues et historiens régionaux (RegioTriRhena), surtout suisses et allemands. On parlait à l'époque du « triangle des Ballons ». L'archéologue suisse, Rolf d'Aujourd'hui, a repris activement les recherches depuis 2006 afin de démontrer la véracité du système calendaire des Ballons où le Ballon d'Alsace (1 247 m) joue un rôle primordial : pour déterminer les jours d'équinoxe et de solstice dans le calendrier tropique celtique, il faut observer quand le soleil se lève sur le Schwarzwald Belchen (1 414 m) en Forêt-Noire et à quel jour sur la Belchenflue en Suisse. Pour connaître le jour du solstice, il faut se tenir sur le Ballon d'Alsace et regarder le Petit Ballon (1 272 m) car c'est sur son sommet que se lève le soleil en hiver le 21 décembre.

### Emprunts et exonymes germaniques
La zone de contact entre les Vosges romanes (lorrain Seille et Étangs, lorrain vosgien, welche) et germanophones (francique rhénan ou bas-alémanique) a produit de nombreux exonymes dus aux échanges de toutes natures qui ont été réguliers entre l’Alsace et la Lorraine ducale diglossique depuis le haut Moyen Âge jusqu’aux temps modernes. La limite des langues a été beaucoup plus stable dans les Hautes-Vosges que la frontière linguistique mosellane, que la guerre de Trente Ans a fait reculer vers l’est vers le pays de Sarrebourg à Imling.
En conséquence, tous les toponymes doubles du territoire méridional lorrain ne proviennent pas forcément d’une cohabitation des deux communautés de langues à un moment donné de leur histoire à parts plus ou moins égales. De même que les marchands francophones (et autres personnes itinérantes pour raison professionnelle) ont pris l’habitude, par commodité ou par adaptation au système phonologique de leur langue vernaculaire, de parler de Bâle, Groningue, Munich ou Mayence au lieu de Basel, Groningen, München ou Mainz, de même les voyageurs germanophones, en tête desquels les Alsaciens, Suisses et Rhénans, avaient l’usage d’exonymes pour désigner les agglomérations lorraines romanes qu’ils fréquentaient. En dehors des historiens linguistes compulsant les textes d'archives, la quasi-totalité des habitants actuels ignorent le terme germanique de leur ville comme Saint-Dié dénommé Sankt-Diebolt ou Sankt-Theodot, Cornimont alias Hornberg ou Remiremont alias Romelsberg ou Rimlisburg.
Les régions en contact adstratique, comme le massif vosgien, la Lorraine mosellane, la Suisse romande ou la Belgique romane par exemple, échangent des idées, des biens, mais aussi des mots et des expressions plus ou moins naturalisés dans leur propre patois. C’est surtout le cas des emprunts instrumentaux dans les zones de contact et d'échange sur les pâturages de la ligne des crêtes des Hautes-Vosges ou à proximité, dans des domaines très spécialisés comme l’estive et la fabrication du fromage, le travail du bois et les produits du sol. D’ailleurs, certaines personnes s’adaptaient également à leur environnement linguistique en indiquant la forme soit romane, soit germanique de leur nom de famille, à l’exemple des mineurs de Sainte-Marie-aux-Mines qui avaient un patronyme différent suivant qu’ils étaient enregistrés dans les registres paroissiaux ou les registres des mines.
De fait, le nombre assez important d’agglomérations lorraines d’origine exclusivement romane ayant tout de même un nom allemand ou dialectal alémanique pour les raisons déjà citées plus haut ne doit pas faire oublier le fait qu’au Moyen Âge, sur une bande frontalière de moins de 30 km longeant les crêtes jusqu’au Donon, des établissements ont été créés à des degrés très divers par des Alsaciens germanophones qui s’y sont installés définitivement et ont fini par abandonner l’usage de l’alsacien au quotidien. On pense notamment à Gérardmer (Geroldsee), La Bresse (Woll) ou Ventron (Winterau). Il ne faut pas non plus oublier les agglomérations en contact avec une partie non négligeable de germanophones de passage ou non, comme dans le pays welche, les vallées de la Lièpvrette, de Villé, de la Weiss, de la moyenne et haute Meurthe, et le pays de Salm ou le Ban de la Roche.
Les endonymes sont essentiellement réservés aux chaumes, très reconnaissables à leur forme patoise, alémanique ou vosgienne. D’abord prononcés sous forme dialectale par leurs occupants, notamment les marquards ou marcaires, leur graphie varie énormément suivant les textes et les cartes, mais aussi l’époque concernée. Il ne faut pas se formaliser sur telle ou telle graphie car elle dépend de la prononciation spécifique du locuteur ou de l’auteur. Les marcaires vosgiens romans ont emprunté aux pâtres alsaciens, souvent d'origine suisse et d'obédience anabaptiste. À ce propos, les échanges avec la Suisse ne se sont pas limités à l'onomastique ; les bergers des chaumes sommitales vosgiennes ont eu plusieurs fois recours à des races bovines haut-bernoises et fribourgeoises pour renouveler ou améliorer le cheptel vosgien, voire recréer la race bovine vosgienne en danger d'extinction après la guerre de Trente Ans.
Jean Lanher conclut en une « faculté d'absorption du germanique par le roman [qui] est restée intacte depuis le Ve siècle » où les emprunts aux langues germaniques voisines à la limite lorraino-alémanique ne seraient que des « rides de surface » ou des « interférences de surface » pour reprendre l'expression du chercheur linguiste luxembourgeois Joseph Reisdoerfer.

### Toponymes à forte occurrence dans le massif
Le massif vosgien s'inscrit dans une aire géolinguistique plus vaste qui le relie d'un côté par sa toponymie romane au Grand-Est et aux régions d'expression arpitanes, mais aussi par ses toponymes germaniques à la sphère germanophone de l'Europe centrale. En ce sens, la montagne vosgienne sert de zone tampon entre deux familles de langues comme le massif ardennais, le massif du Jura ou les Alpes valaisannes et rhéto-romanes. Comme dans d'autres milieux montagnards, les désignations dialectales à caractère métaphorique font appel au vocabulaire de la vie agropastorale pour rendre la diversité et la spécificité du relief ou du paysage.
| Toponyme associé à :                | Type de relief                                                                           | Présence d'eau                       | Défrichement, bois | Nature du sol                                                 |
| Exemples de toponymes romans :      | Basse ou Baissatte Droit et Envers Rain Tête Haut Val Colline Beheuille, Planche, Rocher | Goutte Rupt Fontaine Mer Void        | Surceneux, Sorcené, Cerneux, ou Cercée, Cercené Xart ou Xiard, Xati, Xette, Xetté, Chard Arrentement, Arrentès, Brûleux, Breulet, Brûlé Acensement, cense, Bambois Arpen Briheu Fouyée, fouie, fouillie, Breuil, | Faing, Faigne Gazon Meix Chaume Beurheu Thaon Eparche Fonche. |
| Exemples de toponymes germaniques : | Thal, Tal Loch Rain Kopf Höhe Eck, Stein                                                 | Bach Baechel Runz See Weiher Brunnen | Roth, Ried, Roden Brand, Brennen, Brenn Wald Bannwald Kerb, | Moos Wasen Moor Garten Matt Wiese                             |

## Géographie

### Topographie

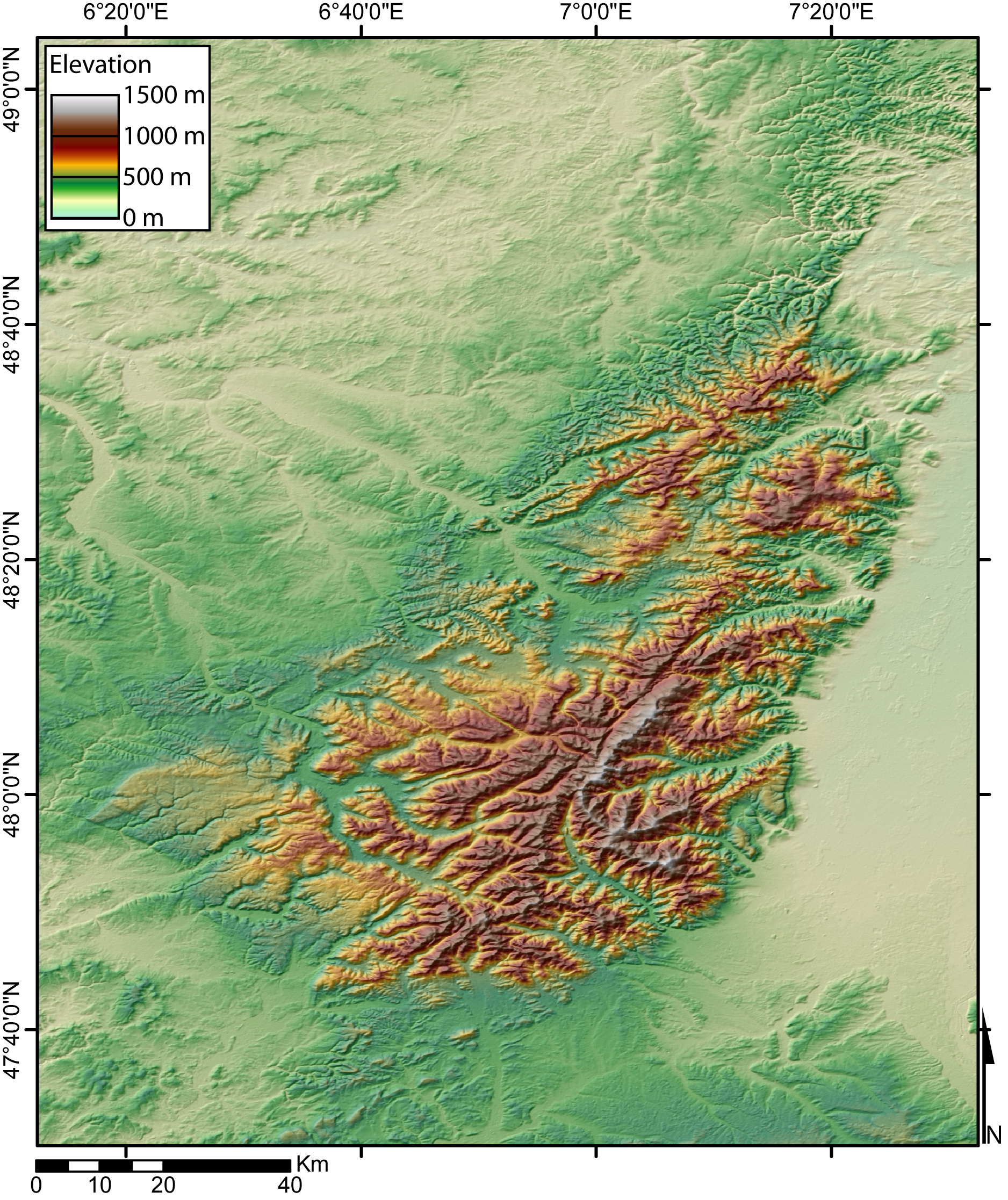
Relief des Vosges.

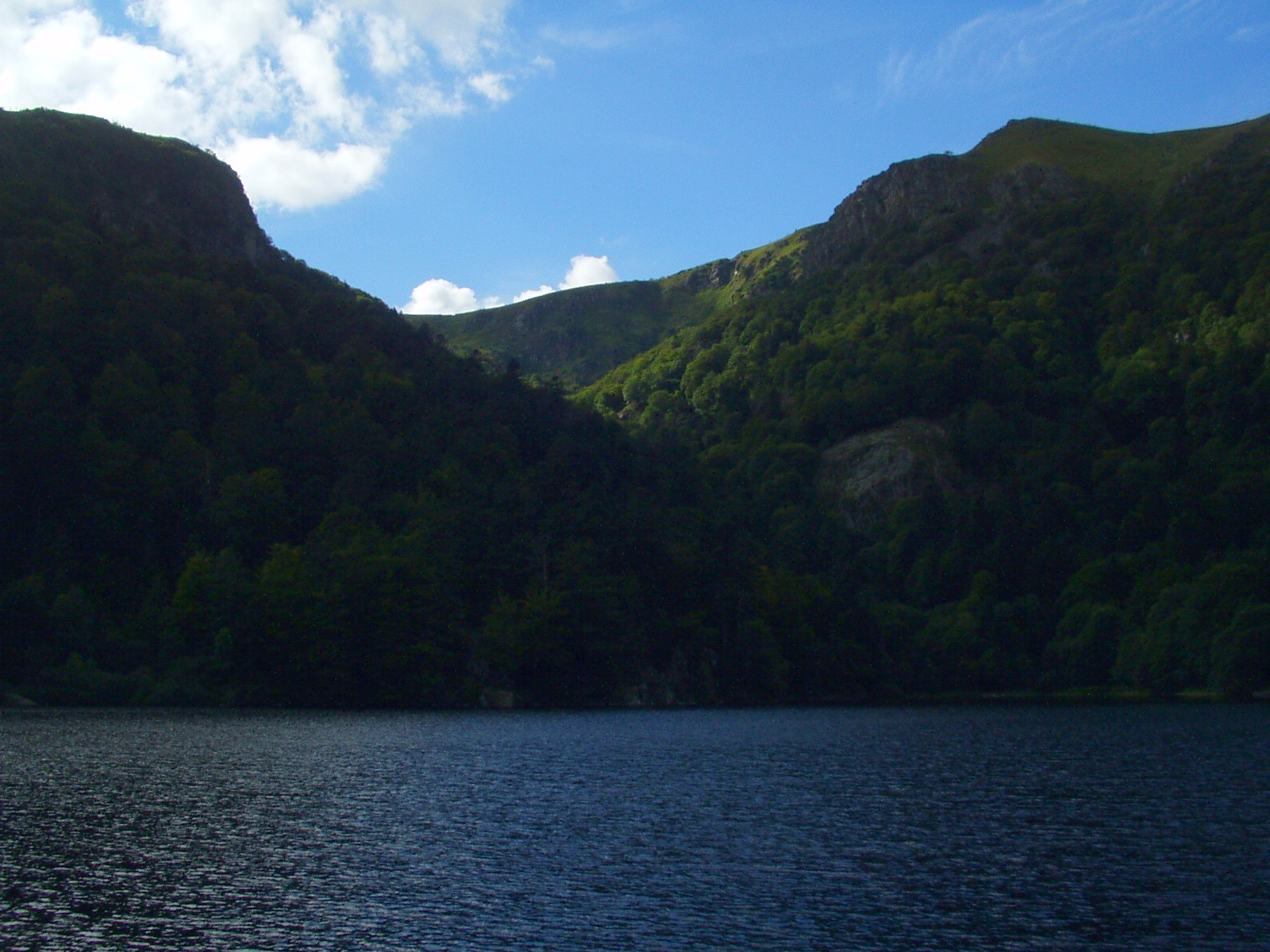
Lac glaciaire du Schiessrothried.

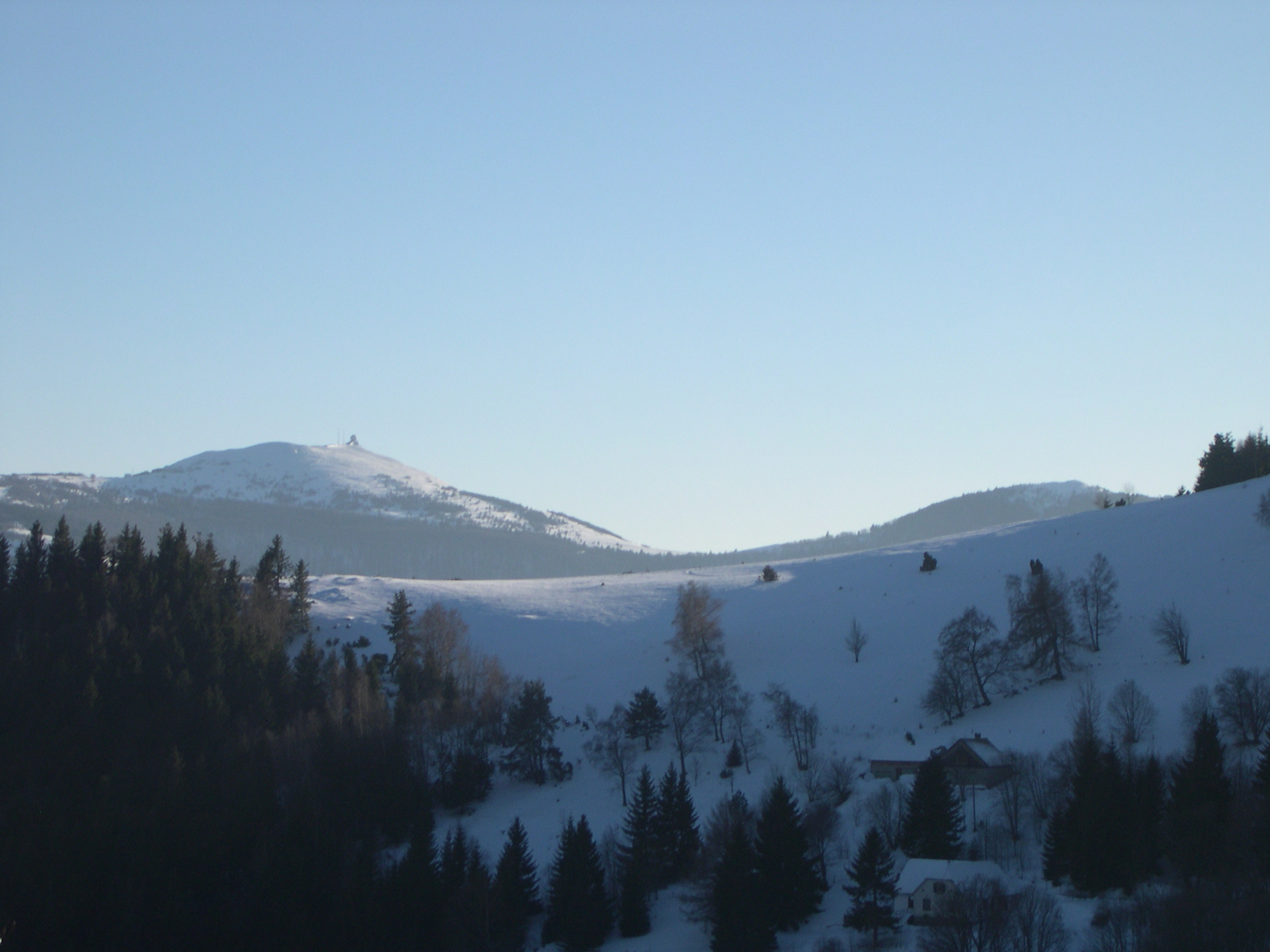
Le toit des Vosges.

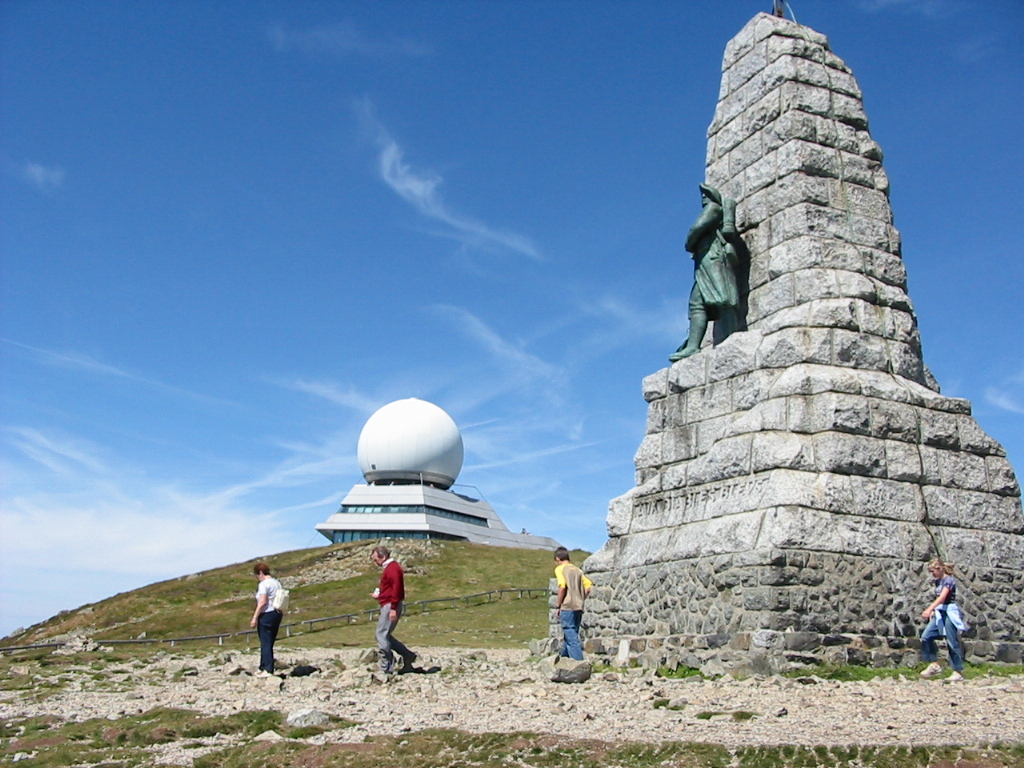
Le sommet du Grand Ballon.

Le massif des Vosges offre un profil très dissymétrique, opposant le sud cristallin et le nord gréseux, l'ouest en pente douce et l'est accidenté et tombant vers la plaine d'Alsace.
Les Vosges cristallines se composent d'une crête principale en forme de J inversé, à laquelle viennent se greffer plusieurs chaînes secondaires séparant les vallées des affluents de la Moselle côté lorrain et de l'Ill côté alsacien. Au nord de la vallée de la Bruche, les Vosges gréseuses forment une suite de collines dont l'altitude diminue après le col de Saverne dans les Vosges du Nord et qui se prolonge naturellement au-delà de la frontière allemande par le massif du Pfälzerwald.
Le cirque glaciaire de Frankenthal, dont les couloirs d'avalanche abritent des espèces rescapées de l'ère glaciaire, culmine à 1 363 mètres. Il est remarquable par son relief abrupt et son climat particulièrement rude.

#### Sommets principaux
| Les 14 sommets de plus de 1 300 m | Sommets notables de plus de 1 000 m | Sommets équipés d'une tour belvédère |
| --- | --- | --- |
| - le Grand Ballon (1 424 m) - le Storkenkopf (1 366 m) - le Hohneck (1 363 m) - le Kastelberg (1 350 m) - le Klintzkopf (1 329 m) - le Rothenbachkopf (1 316 m) - le Lauchenkopf (1 314 m) - le Batteriekopf (1 311 m) - le Haut de Falimont (1 306 m) - le Gazon du Faing (1 306 m) - le Rainkopf (1 305 m) - le Gazon de Faîte (1 303 m) - le Ringbuhl (1 302 m) - le Soultzereneck (1 302 m) | - le Tanet (1 292 m) - le Petit Ballon (1 272 m) - le Altenkraehkopf (1 271 m) - le Jungfrauenkopf (1 268 m) - le Trehkopf (1 266 m) - le Nonselkopf (1 257 m) - la Haute Bers (1 252 m) - le ballon d'Alsace (1 247 m) - le Brézouard (1 229 m) - la tête des Neufs-Bois (1 228 m) - la tête de Fellering (1 223 m) - la tête des Perches (1 222 m) - le ballon de Servance (1 216 m) - la tête des Faux (1 208 m) - le Grand Ventron (1 204 m) - le Drumont (1 200 m) - le Rimbachkopf (1 195 m) - le Rossberg (1 191 m) - la tête du Rouge-Gazon (1 186 m) - le Thannerhubel (1 183 m) - la Planche des Belles Filles (1 148 m) - la tête de Grouvelin (1 137 m) - le ballon Saint-Antoine (1 128 m) - le Molkenrain (1 125 m) - le Wissgrut (1 124 m) - la Moyenne Bers (1 116 m) - le Champ du Feu (1 098 m) - le Riesenkopf (1 077 m) - le Baerenkopf (1 074 m) - le Stiftkopf (1 055 m) - le Haut du Roc (1 012 m) - la Piquante Pierre (1 008 m) - le rocher de Mutzig (1 008 m) - le Donon (1 008 m) | - le Climont (965 m) - l'Ungersberg (901 m) - la tête de Mérelle (897 m) - le Heidenkopf (787 m) - la tête des Cuveaux (781 m) - le Grand Faudé (773 m) - le Galtz (731 m) - le Grand Wintersberg (581 m) - la Brotschberg (542 m) - le Wasenkoepfel (526 m) |

#### Lacs, étangs et tourbières lacustres

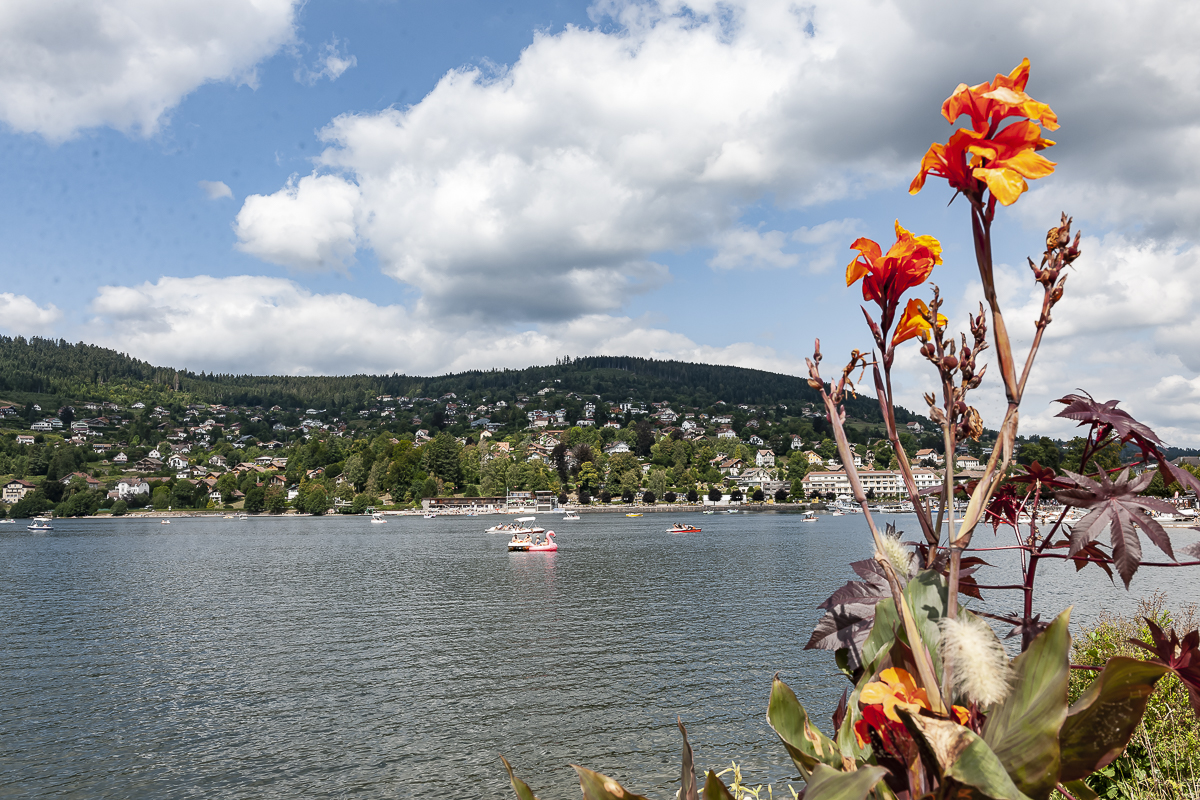
Vue du lac de Gérardmer.

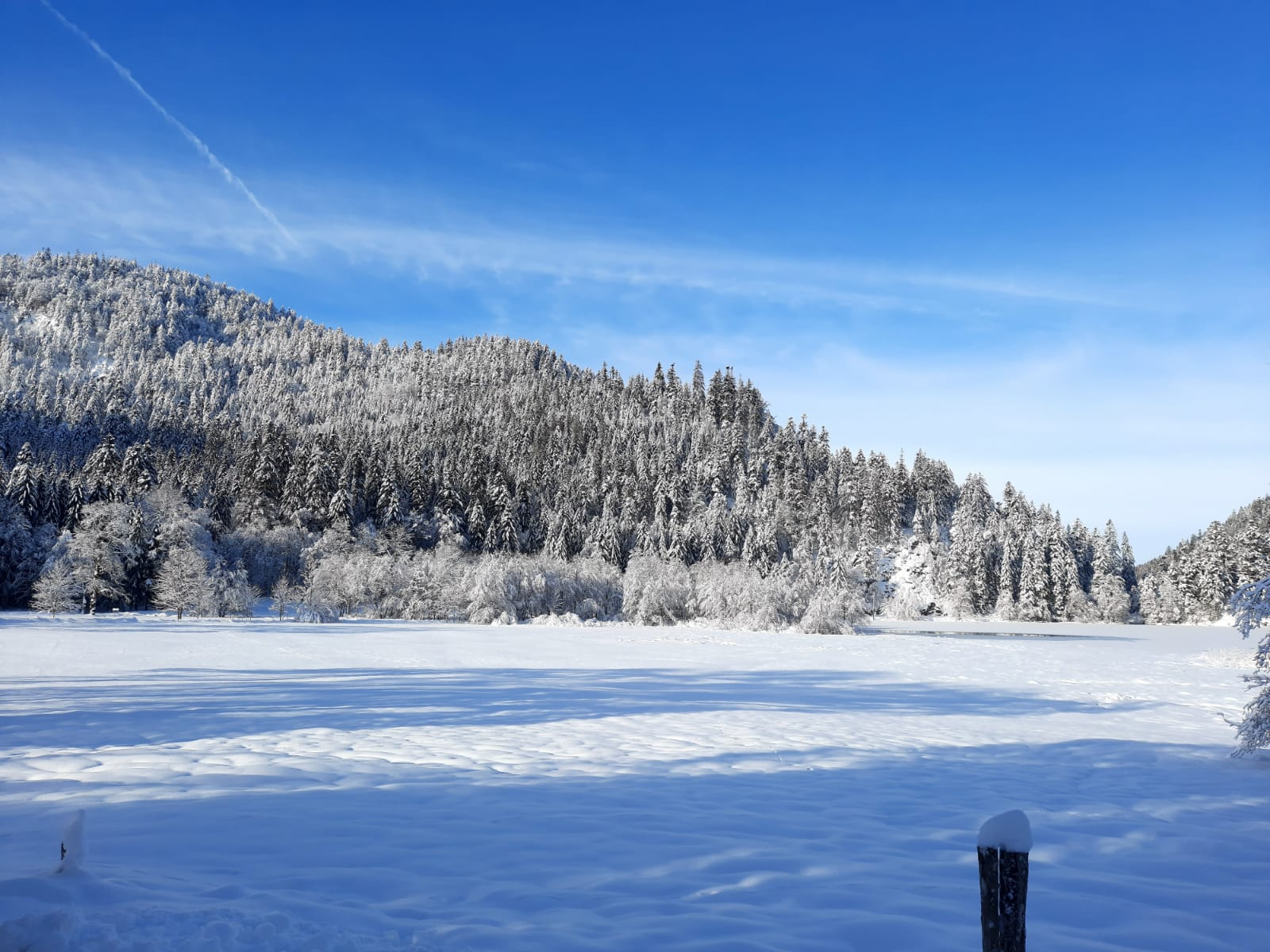
Vue du lac de Retournemer gelé et enneigé.

Les plans d'eau se présentent sous des formes très variables, lacs naturels ou aménagés (notamment par rehausse d'un verrou naturel), ou retenues artificielles. Les principaux sont classés par ordre d'altitude :
- le lac des Truites, lac tout blanc ou étang du Forlet (1 061 m)
- l'étang tourbière du Frankenthal ou étang noir (1 060 m)
- le lac Blanc (1 052 m)
- le lac de Soultzeren ou lac Vert (1 044 m)
- l'étang de la Cuve (1 010 m)
- le lac du Ballon (986 m)
- l'étang-tourbière de Machais (983 m)
- le lac des Perches (983 m)
- le lac de Blanchemer (980 m)
- le lac Noir (954 m)
- le lac de la Lauch (930 m)
- l'Altenweiher (920 m)
- l'étang du Petit-Haut (920 m)
- le lac de Schiessrothried (920 m)
- les étangs des Faignes sous Vologne (918 m)
- le lac de Lispach ou étang tourbière de Lispach (900 m)
- le lac des Corbeaux (887 m)
- l'étang des Roseaux (863 m)
- l'étang ou lac réservoir de la Ténine (858 m)
- le Petit Neuweiher (810 m) et Grand Neuweiher (820 m)
- le lac de Fischbœdle (800 m)
- le lac-réservoir des Faignes de la Lande (780 m)
- le lac de Retournemer (776 m)
- le Lachtelweiher (750 m)
- le lac de Longemer (736 m)
- l'étang du Rudlin ou des Dames (698 m)
- le lac de la Maix (675 m)
- le lac de Gérardmer (660 m)
- le lac d'Alfeld (619 m)
- le lac de Kruth-Wildenstein (546 m)
- l'étang du col de Steige (525 m)
- le lac de Sewen (501 m)
- le lac artificiel de Pierre-Perçée ou lac du Vieux Pré (387 m au maximum)
- le lac de barrage ou base de loisir de Celles-sur-Plaine (308 m)
- l'étang de Donnenbach (255 m)
- l'étang de Hanau (232 m)
- l'étang de Waldeck (232 m)
- le plan d'eau de Wolfartshoffen (200 m)
- l'étang du Fleckenstein (200 m)

#### Cols et tunnels
Les cols vosgiens sont généralement ouverts toute l'année, à l'exclusion d'une partie de la route des Crêtes, non déneigée jusqu'au printemps. Le tunnel Maurice-Lemaire, utilisé initialement pour le transport ferroviaire, a été réaménagé pour le trafic routier par APRR pendant quatre ans et a rouvert ses portes à péages le 1er octobre 2008. Le projet de tunnel entre Bussang et Urbès s'est limité à la moitié du percement. Il a été abandonné en 1938 faute de moyens.
Les cols vosgiens peuvent être classés en cinq catégories :
- liaisons entre Lorraine et Alsace, du nord au sud :
  - cols de Saverne (410 m), du Valsberg (653 m), du Donon (728 m), du Hantz (640 m), de Saales (558 m), d'Urbeis (601 m), de Sainte-Marie (772 m), du Bonhomme (949 m), du Louschbach (978 m), de la Schlucht (1 139 m), de Bramont (955 m), d'Oderen (884 m) et de Bussang (727 m) ;
- liaisons entre Lorraine et Franche-Comté, d'est en ouest :
  - cols du Ballon d'Alsace (1 174 m), des Croix (679 m), du Mont de Fourche (620 m) ;
- cols lorrains, du nord au sud :
  - cols de la Chapelotte (446 m), de la Chipotte (446 m), du Las (702 m), du Haut du Bois (473 m), du Haut Jacques (606 m), de Martimpré (797 m), de Grosse Pierre (954 m), du Ménil (621 m) ;
- cols alsaciens, du nord au sud :
  - cols du Pigeonnier (432 m), du Pfaffenschlick (371 m), de Puberg (323 m), des Pandours (663 m), du Kreuzweg (768 m), de la Charbonnière (961 m), de Steige (537 m), de Fouchy (606 m), de Fréland (831 m), du Calvaire (1 144 m), du Linge (987 m), du Platzerwasel (1 183 m), col Amic (828 m), col du Grand Ballon (1 341 m) et du Hundsruck (746 m) ;
- cols franc-comtois :
  - col des Chevrères (918 m).

#### Lignes ferroviaires transvosgiennes
- Dès 1851, la section de Strasbourg à Sarrebourg de la ligne de Paris à Strasbourg franchit les Vosges par une succession de tunnels.
- En 1869, une ligne traverse les Vosges du Nord entre Niederbronn-les-Bains et Bitche. Elle est cependant fermée depuis 1996.
- Une seconde ligne se faufile à travers les Vosges du Nord, entre Ingwiller et Diemeringen à partir de 1895.
- En 1928, la mise en service de la section de Provenchères-sur-Fave à Saales permet la constitution d'une ligne entre Strasbourg et Saint-Dié.
- La ligne partant de Sélestat et Sainte-Marie-aux-Mines est prolongée jusqu'à Lesseux - Frapelle en 1937. Cependant le tunnel ferroviaire est reconverti en tunnel routier dans les années 1970.
- Le tunnel de Saverne permet à la LGV Est européenne de franchir le massif depuis 2016.

### Géologie

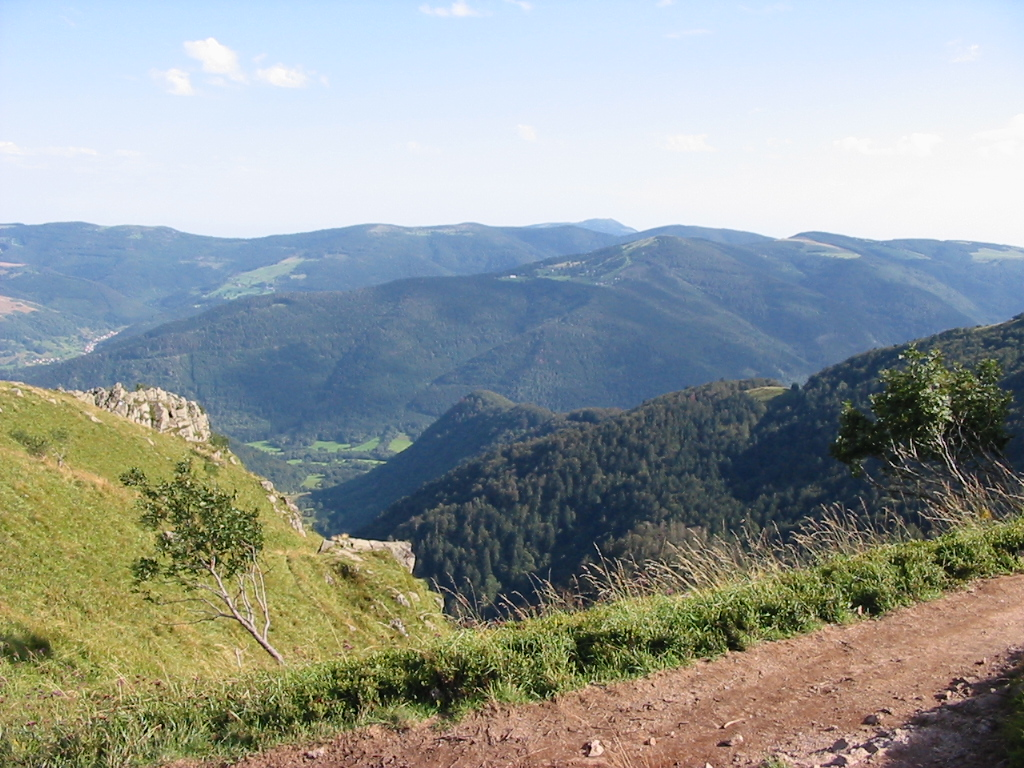
Le versant alsacien du massif du Hohneck.

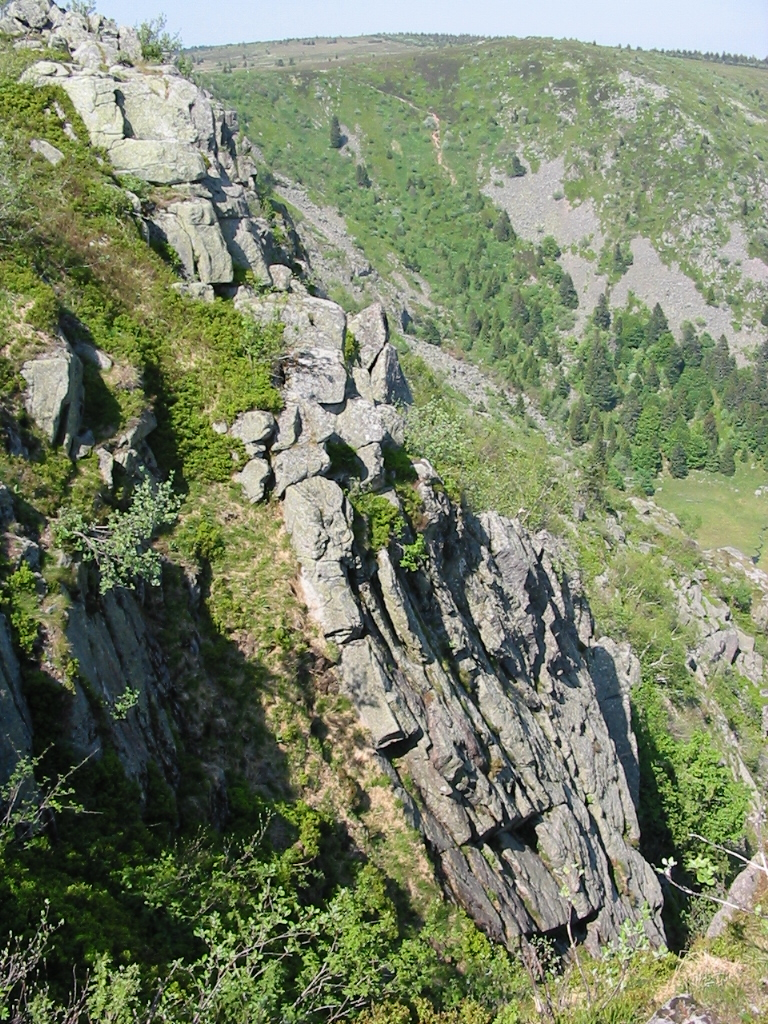
La faille du fossé rhénan.

Des gneiss datés du Dévonien occupent une vaste zone dans la région de Sainte-Marie-aux-Mines, témoins de la collision varisque entre les domaines saxo-thuringien au nord et moldanubien au sud. Une zone très broyée selon l'axe Lubine - Lalaye marque la suture continentale entre les deux domaines. Elle se termine au milieu du Dévonien.

#### Orogenèse
Les massifs des Vosges en France et de la Forêt-Noire en Allemagne apparaissent en contrecoup de l'effondrement rhénan, preuve d'une gigantesque faille active parmi d'autres qui fracturent l'Europe il y a soixante-cinq millions d'années au début du Tertiaire. La pression de l'orogenèse alpine née de la poussée de la plaque africaine sous la plaque européenne n'est qu'une des grandes causes de la reprise des mouvements tectoniques. Les failles rhénanes se prolongent facilement vers le sud à la vallée de la Saône et au couloir rhodanien et au nord de façon moins apparente jusqu'au bassin d'Oslo.
L'intense dislocation commençant à l'époque tertiaire, en particulier l'effondrement continu du fossé ou graben alsacien et la surélévation progressive des bords, aboutit à la situation actuelle, une vallée du Rhin encaissée bordée de part et d'autre par deux massifs, Vosges et Forêt-Noire, profondément faillés et décapés. La reprise de l'érosion a éradiqué les couches secondaires pour parvenir au socle arasé au début du Permien, résultat de l'effondrement et de l'érosion des montagnes de l'époque carbonifère. Des noyaux durs de roches magmatiques du type granites et des zones métamorphiques de type gneiss aujourd'hui en surface dévoilent des parties profondes du socle hercynien commun en particulier aux Vosges et à la Forêt-Noire. Dans les zones d'effondrement latérales, ils sont parfois encore recouverts par de puissantes couches de grès rouges de la fin de l'ère primaire, contenant çà et là, de fines couches rappelant des transgressions de petites mers intérieures carbonifères.
Au début de l'ère secondaire, ce socle permien plus ou moins plan, devenu un vaste rivage faisant face à une avancée d'un bras de la Téthys couvrant le sud de l'Allemagne actuelle, s'était couvert d'un dépôt de sables devenu le grès triasique rose, ce matériau initialement charrié provenant de l'érosion de montagnes bien à l'ouest, puis au sud du centre de l'actuel Bassin parisien. Une série d'immersions et d'émersions de cette pénéplaine sableuse par des mers plus ou moins chaudes et profondes laisse des sédimentations spécifiques que l'on retrouve dans le Trias lorrain. Car, à l'époque tertiaire, sur ce qui est devenu une haute pénéplaine, l'érosion reprend et commence à enlever les derniers dépôts secondaires sur ce qui réapparaît du massif ancien.
Pour le géographe Jean-Claude Flageollet (1931-2014), « la montagne vosgienne, bordure soulevée du rift rhénan, [représente] seulement un petit morceau de l’ancienne chaîne hercynienne, arasé, fossilisé, soulevé, ce qui en fait des montagnes aussi jeunes que les Alpes. Il est donc difficile de conserver à la montagne vosgienne l’étiquette de vieille montagne qui lui est encore trop souvent accolée. […] Les Vosges sont tectoniquement une bordure du graben rhénan, fracturée et soulevée par paliers successifs, mais l’exhumation de la surface infra-triasique, son défoncement par des vallées façonnées par des glaciers, lui confèrent ce caractère particulier, et en apparence contradictoire, d’un relief jeune dont les sommets ont des formes lourdes et usées ».

#### Érosion et activité sismique
Les premières grandes glaciations de l'ère quaternaire, sous forme d'inlandsis, ont contribué à accélérer l'érosion des couches calcaires, argileuses et gréseuses du Secondaire, ensuite facilement déblayées. Puis l'érosion s'est attaquée aux anciens dépôts permiens et aux roches reliques de la chaîne hercynienne. Les dernières glaciations ont laissé des traces dans les vallées en amont creusées en forme de paliers descendants, d'ombilics et de ressac, laissant en aval nombre de moraines et de tills. Ces récents surcreusements ou ces masses de matériaux mal déblayés sont à l'origine de paysages ultérieures de reculées et de cirques montagneux de hauts plateaux bosselés parsemés parfois d'étangs (pays des mille étangs en Haute-Saône vosgienne), de nombreux amoncellements morainiques ou de verrous rocheux à l'origine de lacs (Gérardmer, Retournemer, Longemer, lac des Corbeaux, lac de la Maix, etc.), parfois devenus tourbières ou même simples prairies humides planes. L'érosion glaciaire et fluvioglaciaire a laissé de grandes vallées larges et un haut massif parsemé de ballons arrondis, dont la ligne de sommets cristallins rappelle approximativement la pénéplaine arasée avant les dépôts permiens.
Conséquence d'une tectonique intense et de la proximité du graben avorté, les roches du massif sont extrêmement faillées. Le massif bouge régulièrement au niveau d'anciennes failles profondes de l'écorce terrestre, notamment sensibles à la pression de la remontée de la plaque africaine sur l'Europe. Le 22 février 2003, un séisme de magnitude 5,4 dont l'épicentre a été localisé près d'Housseras, entre Rambervillers et Saint-Dié-des-Vosges a été ressenti dans une grande partie de la France, en particulier très loin le long des failles majeures. Un tremblement de terre de même intensité, mais plus proche de la surface causerait des dommages terribles aux habitations. Au XVIIe siècle des pans de montagne se sont même effondrés dans la vallée de la Plaine[réf. nécessaire].

#### Pétrologie

La formation du gisement houiller stéphanien au pied des Vosges.

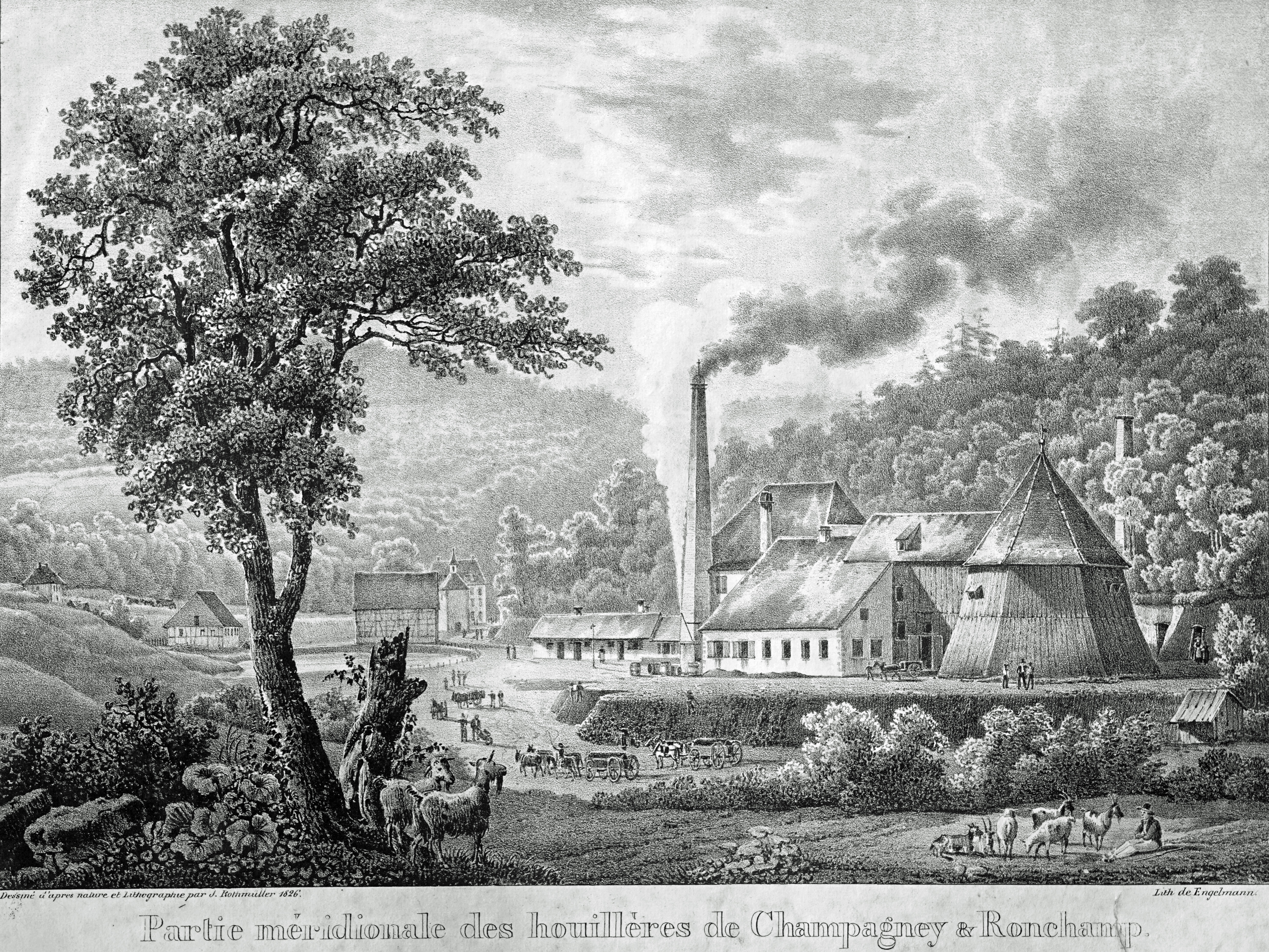
Le puits Saint-Louis est un charbonnage creusé au pied des premiers massifs saônois.

Le vieux socle hercynien est prépondérant dans le sud du massif, plus fortement surélevé de façon récente, alors que les bassins permiens sont fréquents vers le nord du massif, où le jeu des dislocations latérales a provoqué des effondrements plus ou moins localisés. L'activité volcanique est en particulier observable dans des roches du Permien, de l'époque tertiaire et plus récemment du Miocène.
Le massif des Vosges est riche en divers minerais métalliques apportés par des veines métallogéniques autrefois situées en grande profondeur (mines de la vallée de Saint-Antoine, du val d'Argent, de Servance, de Giromagny ou encore les Hautes-Mynes du Thillot). On y trouve également de la houille ou charbon de terre, plus ou moins exploitable, dans de petits bassins sédimentaires du Carbonifère (bassin houiller sous-vosgien et bassin houiller de la vallée de Villé) surtout exploités dans les Vosges saônoises par les houillères de Ronchamp,.

### Climat
Le massif des Vosges est soumis à une double influence, océanique et semi-continentale. D'autre part, il constitue le premier relief sur la route des perturbations océaniques. Enfin, c'est le massif français majeur le plus septentrional.
Il en résulte plusieurs caractéristiques remarquables,, :
- un fort gradient de précipitations d'ouest en est : Gérardmer est ainsi beaucoup plus arrosée que Colmar et à la même latitude, les pentes occidentales du massif sont essentiellement occupées par la forêt et des pâtures, tandis que les pentes orientales hébergent un vignoble réputé et une flore et une faune liées aux milieux secs et ensoleillés. Ceci permet à une partie de l'Alsace de jouir d'un climat d'abri ;
- des températures hivernales très basses, et des hivers longs ;
- toutes choses égales par ailleurs, une limite pluie / neige plus basse que dans les Alpes et, par conséquent, un climat rude, de type montagnard, affectant les sommets vosgiens, à des altitudes où dans d'autres massifs, on trouve une occupation humaine permanente, avec des cultures ;
- un enneigement relativement important chaque hiver (un hiver sans neige étant très exceptionnel) ;
- une hauteur annuelle de précipitations importante, à l'origine du très dense réseau hydrographique propre au massif ;
- des vents pouvant être soutenus, essentiellement d'ouest, frais et humides, et secondairement d'est ou de nord-est : la bise. Celle-ci est synonyme de beau temps mais peut devenir éprouvante en hiver car elle renforce la sensation de froid intense ;
- des phénomènes d'inversion de température, fréquents en hiver, pendant lesquels l'air froid s'accumule dans les vallées, sous un couvercle de brouillard, tandis que le relief émerge au soleil, dominant une mer de nuages, et jouissant de températures douces.

### Risques naturels

#### Tempêtes et ouragans auXVIIIesiècle
Des tempêtes et des ouragans sont signalés dans les pièces d'archives à divers endroits du massif vosgien par le passé :
- en 1741 et 1746, dans la vallée de Munster-Saint-Grégoire[133] ;
- en 1750 dans le pays de Saint-Antoine dans les Vosges comtoises[133] ;
- en 1753 à Gérardmer[133] ;
- en 1760, dans l'arrière-pays de Kaysersberg[133] ;
- en 1770, à Gérardmer[133].

L’historien Emmanuel Le Roy Ladurie a observé un radoucissement relatif du climat pendant la décennie 1740 qui s'oppose aux conditions climatiques de la fin du XVIIe siècle : « La tendance au réchauffement est telle qu’il parle même de « vague chaude » pour les années 1757-1763 et 1770-1780 et il est bien tentant d’établir une corrélation entre cette évolution et les ouragans que connaissent les Vosges sensiblement au cours des mêmes années. »
Les documents, voire les suppliques, rapportent que des milliers d'arbres sont couchés ou arrachés. Parfois, les torrents de boue charrient les arbres, des pierres et lessivent les sols agricoles comme à Gérardmer dans la prévôté de Bruyères en 1770.

#### Tornade du11 juillet 1984
Le 11 juillet 1984, entre 20 heures et 22 heures, une tornade très violente a traversé le département des Vosges avec des vents atteignant 150  à   200 kilomètres à l'heure. L'ouragan a surtout dévasté une bande de 10 km de largeur, de Monthureux-sur-Saône à Rambervillers. Plus de 90 villages ont été endommagés et sinistrés. Il n'y eut que deux blessés malgré la violence de la tempête. Les villes situées le long de l'axe principal de la tornade comme Épinal, Nomexy ou Thaon-les-Vosges furent également touchées par le cataclysme. Comme c'est souvent le cas dans de telles catastrophes naturelles localisées, les lignes électriques et téléphoniques ont été coupées. Le plan ORSEC fut déclenché à 21 heures pour recouvrir les toitures de bâches et apporter les premiers secours. Le 170e régiment d'infanterie d'Épinal et le 18e régiment de transmissions intervinrent pour aider les professionnels et les bénévoles. Le secrétaire d'État Haroun Tazieff s'est rendu dans les zones les plus sinistrées en compagnie du président du Conseil général des Vosges, Christian Poncelet. Il fallut plusieurs années pour que la forêt se rétablisse.

#### Tempête Lothar de 1999
La tempête Lothar a touché le Nord de la France durant la nuit du 25 au 26 décembre 1999 avec des rafales allant jusqu'à 184 km/h au Markstein et jusqu'à 165 km/h en plaine vers Colmar, faisant des morts ainsi que des dégâts matériels importants,.

#### Enneigements remarquables

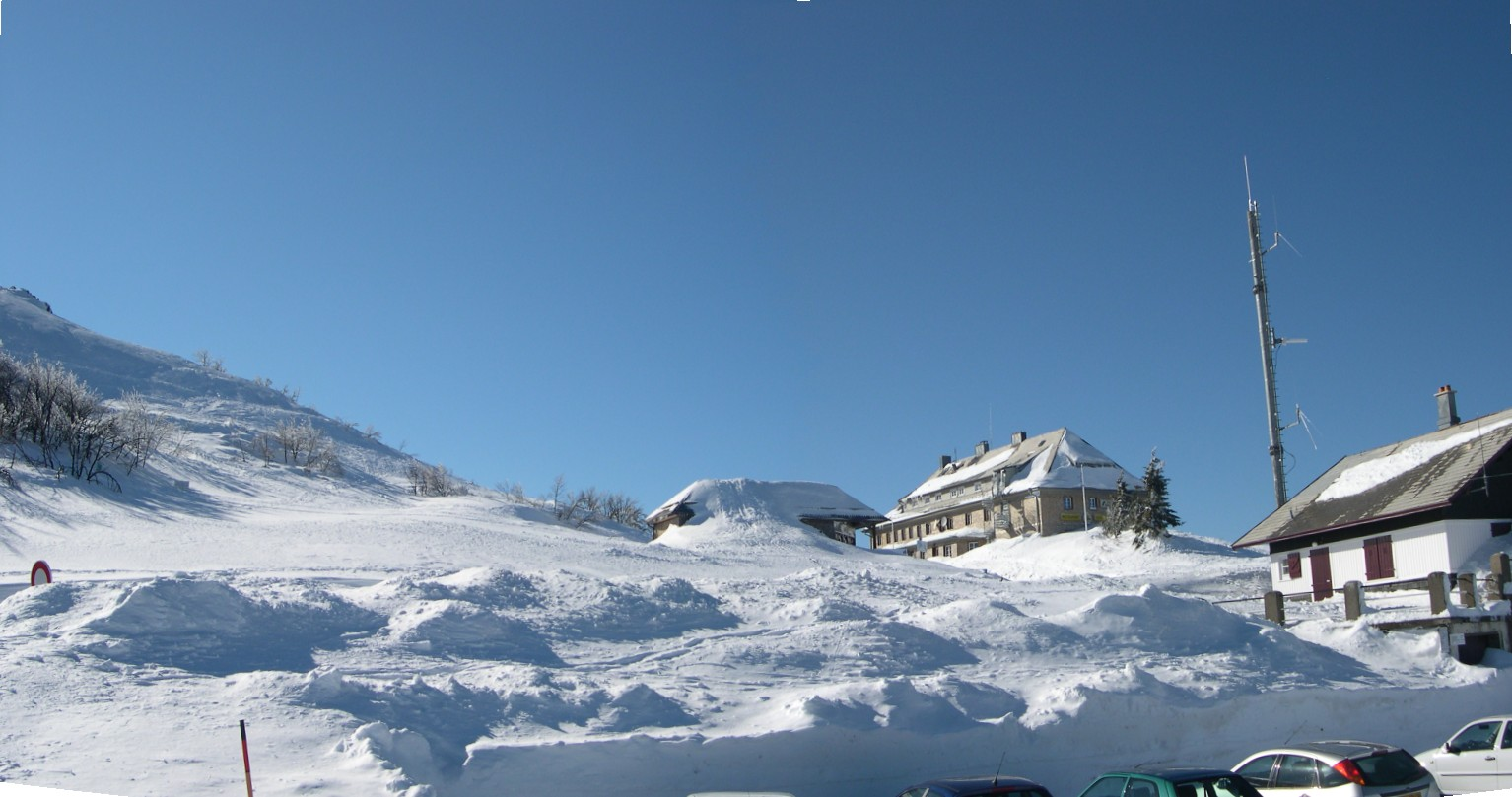
Enneigement en mars 2006.

Les années 1969-1970 furent longtemps considérées comme celles des records en matière d'épaisseur maximale du manteau neigeux. La neige a atteint par endroits, comme au Feldberg, une épaisseur de 3,5 m. Les météorologues ont relevé un cumul réel de neige de 1 133 mm au lac de Lauch entre décembre 1969 et mai 1970. C'est l'année où le névé le plus persistant du massif vosgien, au Schwalbennest, s'est maintenu jusqu'à la mi-septembre. Au XIXe siècle, des névés perduraient parfois jusqu'aux nouvelles chutes de neige de la saison suivante sur les flancs du Hohneck,.
L'hiver 1994-1995 a aussi présenté une bizarrerie météorologique qui a permis au névé du Schwalbennest de durer jusqu'à la mi-août alors que l'hiver n'a pas été particulièrement froid, ni riche en précipitations solides. En revanche, le printemps 1995 fut marqué par des températures assez basses pendant une certaine durée, provoquant un cumul d'enneigement de 106 mm vraiment exceptionnel en cette saison.
La multiplication des perturbations actives observées en février et mars 2006, dans des masses d'air à température très majoritairement négative, sont à l'origine d'un nouveau record identifié (après-guerre) avec plus de 3 m sur les crêtes. La couche de neige a approché, atteint ou dépassé les 3 m grâce à un cumul de 120 cm, comme au ballon d'Alsace ou au Grand Ballon. Cet enneigement exceptionnel est attribué précisément à une perturbation dite Xandra ayant « stagné » sur les Vosges pendant les journées du 3, 4 et le matin du 5 mars 2006. Ainsi, sur les sommets de plus de 1 200 m, il est tombé jusqu'à 1,40 m de neige, un peu moins, plus bas, avec tassement et fonte dus à une courte période (après-midi) de redoux pluvieux.
L'hiver 2005-2006 se caractérise par une succession de perturbations plus ou moins actives, très rarement pluvieuses sur les plus hautes crêtes de plus de 1 300 m, en nombre limité au-dessus de 1 100 m, la limite pluie/neige étant souvent vers 900 à 1 000 m, comme en témoigne le caractère du manteau neigeux, significativement différent, autour des altitudes précitées. Les périodes d'inversion thermique synonymes de « douceur » (relative) sur les crêtes ont été limitées en importance et en durée. L'ensoleillement a été aussi déficitaire.
Tous ces facteurs sont à l'origine de cet hiver remarquable et exceptionnel ayant affecté le massif des Vosges dont les sommets ont été enneigés à partir du 16 novembre 2005. La dernière plaque de neige a disparu sous le Kastelberg, au lieu-dit Schwalbenneste, vers le 20 juillet 2006, ce qui pour les analystes reste relativement précoce au regard des autres années où le névé du Schwalbennest persistait plus longtemps malgré des hivers moins enneigés que celui de 2006.

#### Risque d'avalanche
Le risque d'avalanche est relativement important dans le massif des Vosges, et a provoqué une douzaine de décès depuis les années 1970, ce qui en fait l'un des risques naturels les plus meurtriers pour la région Alsace. Toutefois ces événements restent suffisamment rares pour que le risque d'avalanche ne soit pas parvenu à intégrer la « culture montagnarde locale », hormis à travers quelques objets commémoratifs (croix) et des histoires locales.
Les avalanches se produisent principalement dans les anciens cirques glaciaires. À leur sommet, d'importantes corniches de neige peuvent se développer, dont la rupture est le facteur de déclenchement d'avalanche le plus courant.
Depuis le XIXe siècle jusqu'en 2016, vingt hivers ont été remarquables pour le nombre de victimes et, ou, l'ampleur des dégâts matériels ou environnementaux : 1826-1827, 1844-1845, 1846-1847, 1850-1851, 1852-1853, 1894-1895, 1909-1910, 1940-1941, 1951-1952, 2009-2010 et dans une moindre mesure 1907-1908, 1942-1943, 1947-1948, 1952-1953, 1957-1958, 1967-1968, 1977-1978, 1994-1995, 1999-2000, 2005-2006. Par exemple, en février 1844, à Sainte-Marie-aux-Mines, une avalanche a provoqué la destruction d'une maison et a entraîné la mort de dix personnes. En février 1895, une avalanche partant du sommet du Rothenbachkopf fut suffisamment remarquable pour faire l'objet d'une carte postale. Plus récemment, au début du mois de février 1952, trois avalanches dans le secteur du Rothenbachkopf-Rainkopf ont endommagé vingt hectares de forêt, faisant un peu plus de 3 000 mètres cubes de bois mort.
Dans cette même période, les avalanches ont causé 34 décès et ont impliqué plus de 150 autres personnes, dont des blessés. La moitié de ces cas sont survenus depuis les années 1990. La nature des victimes a changé : au XIXe siècle il s'agissait de résidents touchés à leur domicile (jusqu'au milieu du XXe siècle, cinq à quinze événements ont touché des maisons), tandis qu'au XXe siècle il s'agit de pratiquants de la montagne. C'est également au XXe siècle qu'apparaissent les dommages aux voies routières (cinquante avalanches ayant entraîné quinze coupures de routes).

#### Sécheresse
La forêt vosgienne, comme la plupart des massifs forestiers de France, n'est pas à l'abri des effets du réchauffement climatique. Un nombre croissant de sapins et d'épicéas meurent chaque année et le bois mort ne sert plus qu'à produire du combustible.
Les sécheresses, feux de forêt et fortes crues sont devenus des événements qui réapparaissent régulièrement. Ainsi, en moyenne dans le massif, cinq à six arbres par parcelle de 20 m2 sont secs et deviennent un risque dans le cadre des incendies. La sécheresse entraîne également un stress hydrique important pour la flore locale, et notamment pour les espèces hygrophiles.

#### Crise des scolytes
Depuis 2018, le massif des Vosges est menacé par la crise des scolytes, un insecte ravageur qui s'attaque aux épicéas, en les faisant rougir.

### Environnement

#### Flore
La végétation du massif est dominée par les résineux, épicéas, pins et sapins, rendus plus fréquents par une sylviculture développée dès le milieu du XIXe siècle de manière intensive, que les hêtres et les chênes. Une des caractéristiques des Vosges est la présence de chaumes, qui sont des prairies sommitales plus ou moins vastes, probablement essentiellement d'origine anthropique. On y trouve notamment des hêtres nanifiés et anémomorphosés (hêtres dits en drapeau, au branchage formé par le vent dominant), des myrtilles, des callunes, etc. Quelques tourbières d'altitude abritent des plantes carnivores.
Plusieurs types de forêts rejoignant en janvier 2025 la liste rouge des écosystèmes de l’Union internationale pour la conservation de la nature (UICN) concernent le massif vosgien,. Sont classées en 2025 dans la catégorie « en danger » (EN) les hêtraies, hêtraies-sapinières et sapinières subalpines. La catégorie « vulnérable » (VU) est attribuée à trois types de forêts présentes dans les Vosges : les forêts mixtes montagnardes acidophiles médio-européennes, les forêts mixtes montagnardes neutrophiles médio-européennes, ainsi que les sapinières et sapinières-pessières montagnardes hyperacidiphiles. Concernant les pessières et sapinières sur éboulis, un écosystème fragmenté présent dans les Hautes-Vosges, les données sont insuffissantes (classement DD).
Les deux emblèmes du massif sont la myrtille, communément appelée brimbelle, dont la fameuse tarte est au menu de tous les restaurants de la région, et la jonquille fêtée tous les deux printemps à Gérardmer. Mais le massif abrite aussi de nombreuses espèces remarquables, dont la Linaigrette grêle, l'Œillet superbe, la canneberge, la droséra.

#### Faune

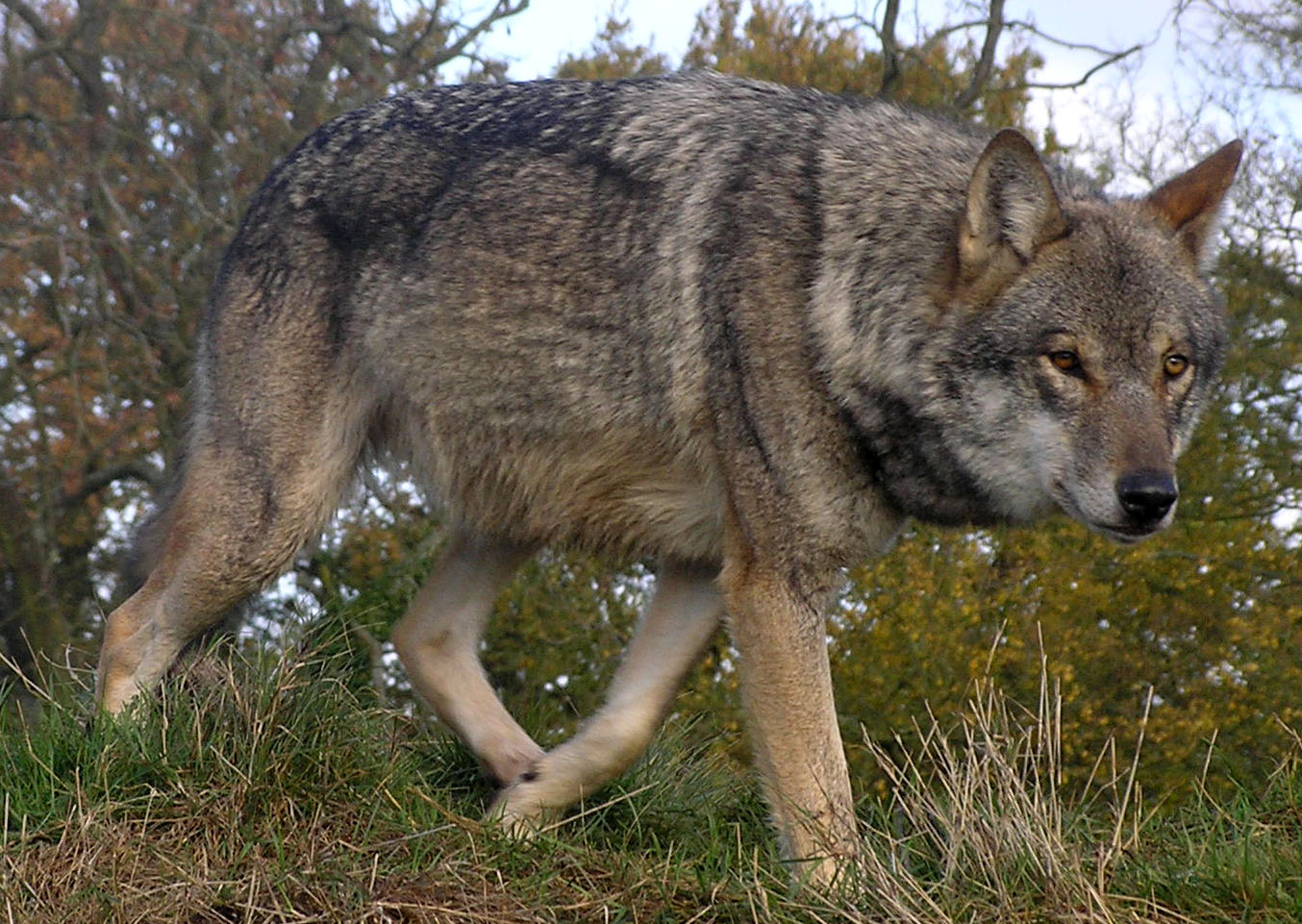
Le loup gris, revenu officiellement depuis 2011.

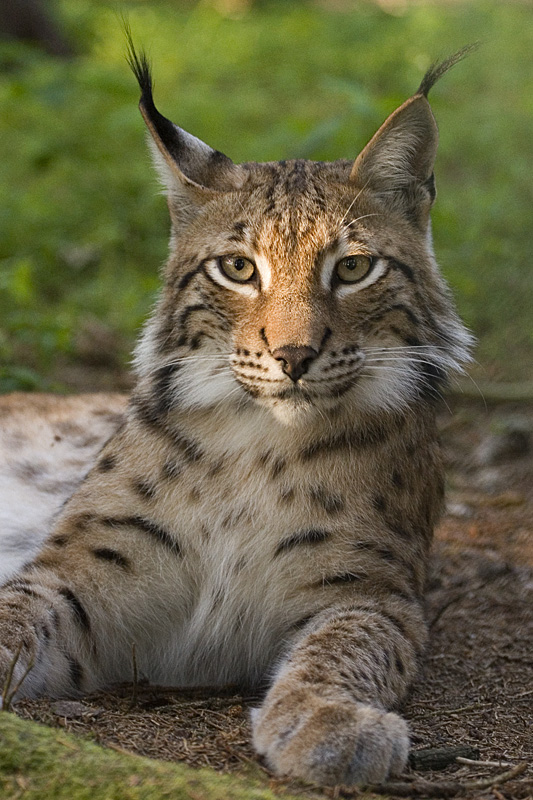
Lynx boréal qui peuple le massif vosgien.

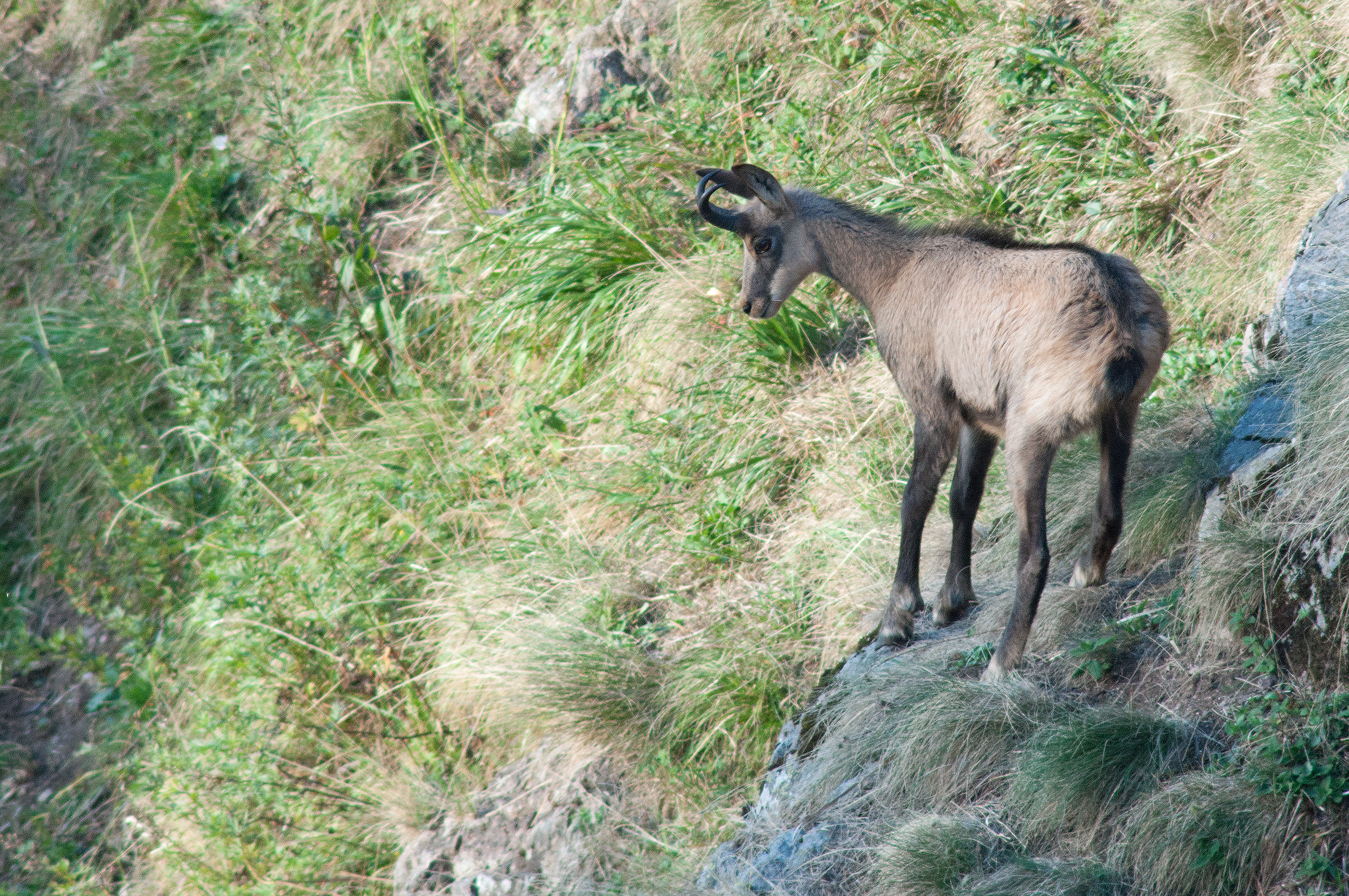
Chamois près du sommet du Ballon d'Alsace.

L'animal symbole des Vosges est le Grand Tétras (ou grand coq de bruyère), aujourd'hui menacé d'extinction. On trouve encore d'autres oiseaux remarquables : chouette de Tengmalm, chouette chevêchette, gélinotte des bois, pic noir, cassenoix moucheté, faucon pèlerin, cincle plongeur, etc.
La forêt abrite de grands animaux : cerfs, chevreuils et sangliers.
De par leur isolement, leur morphologie (sommets déprimés occupés par des chaumes) et leur altitude moyenne, les Vosges ont longtemps servi de refuge à des mammifères herbivores, vivant habituellement en plaine et disparus ou fortement menacés dans le reste de l'Europe occidentale. Six grands mammifères autrefois présents dans le massif en ont totalement disparu, pour avoir été chassés excessivement : l'Ours brun, le tarpan (totalement éteint depuis le début du XXe siècle), le Bison d'Europe, l'élan, le bouquetin, et l'auroch (totalement éteint depuis le XVIIe siècle). L'élan est le premier à disparaître du massif, dès le Moyen Âge, aux alentours du XIe siècle. L'aurochs disparaît au XIIe siècle ; le tarpan disparaît plus tardivement, au XVIe siècle suivi par le Bison d'Europe qui disparaît au XVIIe siècle. Quant à l'ours, les Vosges sont probablement le premier massif montagneux de France où il ait été éradiqué, dès le XVIIIe siècle : les Vosges étant un massif isolé, les ours locaux ont disparu d'autant plus vite qu'ils y ont été fortement chassés après avoir été coupés de leurs congénères, exterminés dans les plaines voisines. Ils n'ont laissé que quelques toponymes pour tout souvenir : par exemple, un lieu-dit « le passage de l'ours » dans la haute vallée du Rahin, sur le territoire de la commune de Plancher-les Mines (Haute-Saône).
Le dernier bouquetin du massif a été abattu dans la vallée de Munster, au lieu-dit le Wurzelstein, en 1798,. Les cornes de l'animal abattu se trouvent aujourd'hui au muséum d'histoire naturelle de Colmar.
Le chamois a été réintroduit, tout comme le lynx qui l'a été en 1983. Toutefois, ce félin n'a jamais pu établir un effectif suffisant et serait actuellement en diminution, le braconnage en étant probablement une cause importante.
Le castor, qui avait disparu, a lui aussi été réintroduit dans le piémont et est présent notamment dans la vallée de la Doller, mais aussi dans d'autres rivières issues du massif (Moselle).
Enfin, le loup fut officiellement absent du massif durant 92 ans. Il est toutefois revenu naturellement dans le Jura Suisse où il est présent depuis 2004 à quelques kilomètres de la frontière alsacienne. Compte tenu de la géographie, de la végétation et de la forte présence d'ongulés en Alsace, on[Qui ?] s'attendait alors à une confirmation rapide de sa réapparition naturelle dans le Jura alsacien, le Sundgau puis dans le massif vosgien. Il fallut attendre sept ans pour que le loup fasse officiellement son retour dans les Vosges, le 8 juillet 2011, dans le secteur du Ventron et du col du Bonhomme. Le suivi hivernal 2011-2012 a confirmé l'existence de la Zone de Présence Permanente des Hautes-Vosges s'étendant sur les départements du Haut-Rhin, des Vosges et de la Haute-Saône.

#### Radioactivité
Comme le Sud-Est de la proche Forêt-Noire allemande, la région vosgienne fait partie de celles qui ont été touchées par les pluies radioactives lors du passage du nuage de Tchernobyl en mai/juin 1986.
Des taux de 10 000 à 24 000 Bq/m2 ont été enregistrés 11 ans après la catastrophe de Tchernobyl dans les sols forestiers près de Saint-Jean-d'Ormont et grâce à un vétérinaire qui a fait analyser un des sangliers tués à la chasse et apportés à l'abattoir ; la dose mesurée par l'Office de protection contre les rayonnements ionisants était de 1 700 Bq/kg de viande. D'autres analyses ont donné des taux de 1 500 à 2 000 Bq/kg, la norme européenne étant de 600 Bq, qui pourrait aujourd’hui, dérogatoirement et uniquement en cas de crise avec situation d'« urgence radiologique » être provisoirement portée au maximum à 1 000 Bq/kg selon le Codex alimentarius, pour pouvoir être commercialisée. « Compte tenu des dépôts mesurés au sol, un nombre limité de champignons, de myrtilles et de pièces de gibiers issus de cette forêt » était d'ores et déjà à la fin des années 1990 « susceptibles de dépasser les limites de commercialisation ».
En 1995, des échantillons de champignons vosgiens prélevés au marché international de Rungis présentaient déjà une radioactivité de 1  à   520 Bq/kg et en mars 1997 on montrait que les dépôts de césium 137 comptaient parmi les plus élevés alors détectés en France ; trois échantillons de sol ont été faits sur un transect tracé du haut en bas du versant sud de la forêt de Saint-Jean-d'Ormont tous les 700  à   1 000 m, suivi d'un 4e échantillon prélevé dans une prairie permanente distante d'environ 1,5 km de la forêt. Ces quatre échantillons, respectivement et pour le césium 137 présentaient une radioactivité allant de 11 000 en hauteur à 13 000 Bq/m2 sous les arbres en vallée et 23 000 Bq/m2 en prairie. Or les champignons sont connus pour bioaccumuler fortement la radioactivité (en particulier la truffe du cerf, l'un des mets les plus appréciés des écureuils et sangliers sauvages). Les chanterelles locales présentaient une moyenne de 200 Bq/kg (en poids frais) pour le césium 137. Les sangliers consommant d'importantes quantités de champignons, il n'est pas surprenant que les venaisons de sangliers échantillonnées aient été mesurées à des niveaux de 1 500  à   2 000 Bq/kg de césium 137 auxquels il faut ajouter une vingtaine de becquerels de césium 134 par kilogramme. En avril 1997 une télédétection de rayonnement gamma émis par le sol a été faite par hélicoptère sur une partie de la forêt de Saint-Jean-d'Ormont. Sur la base des données disponible et pour 1997, l'exposition moyenne cumulée (naturelle et due aux retombées) a été estimée à 7 mSv/an pour les habitants des Vosges.
Il existe par ailleurs une radioactivité naturelle liée à la présence d'uranium dans certaines parties du massif. La pollution des habitations au radon est également constatée.

## Histoire

### Limites territoriales laïques et religieuses
Il n’existe pas d’histoire du massif vosgien à proprement parler. Le fait de le percevoir comme un massif dans sa globalité est plutôt récent et répond davantage à des critères géologiques, géographiques et plus récemment touristiques qu’à des considérations historiques ou culturelles. Bien au contraire, le massif des Vosges a été longtemps perçu comme une montagne frontalière aux confins de deux royaumes, l’un roman, l’autre germanique, même si la recherche historique et ethnographique montre aujourd’hui que l’interpénétration des cultures et les échanges de natures différentes ont conféré au massif un caractère transitoire entre est et ouest, nord et sud. En son centre à la jonction des deux familles de langues, on trouve des territoires de mixité autant sur le plan culturel que linguistique ou religieux. Cela n’a pas empêché les souverains des deux côtés de la ligne de partage culturelle d’établir des fronts de colonisation ou de catholicité pour matérialiser les limites territoriales des États quand les esprits avaient besoin de se distinguer du voisin. En conséquence, le massif est historiquement et culturellement à la fois et suivant les époques terre de rencontre et terre de confrontation, montagne isolée et montagne de passage.
Les destins de certains territoires impériaux ne se sont pas forcément croisés. Lorsque l’histoire met en contact les États du massif vosgien, c’est surtout quand ils sont géographiquement voisins, parce qu'ils échangent commercialement ou parce qu’ils sont apparentés par une dynastie commune. À cela s’ajoute le fait que la distance et le relief séparent logiquement les destinées d’une seigneurie des Vosges du Nord aux frontières du Palatinat d’un comté des Vosges méridionales plus en relation avec la Suisse et l'Autriche.
Les relations de voisinage ont beaucoup marqué à l’est les Vosges lorraines et les territoires alsaciens montagnards voisins, en tête desquels Munster, Murbach et l’Autriche antérieure. Au sud, la zone de contact entre la Lorraine ducale et la comté de Bourgogne est souvent lieu de frictions, à commencer par les terres dites « en surséance » qu’étaient le pays du Val d’Ajol et la rive gauche de la haute-Moselle. Le val de Villé et le comté de Salm étaient à cheval sur la ligne de crête et la limite linguistique. Leur histoire est fortement imprégnée par le contact régulier entre les deux mondes.
L'histoire religieuse du massif vosgien est d'abord marquée par une relative stabilité des provinces ecclésiastiques et des limites diocésaines tout au long de l'histoire depuis le haut Moyen Âge jusqu'à la Révolution française. La spécificité de la vie spirituelle et pastorale en Alsace et en Lorraine réside dans le fait que les diocèses alsaciens et lorrains ont été pendant des siècles suffragants d'archevêchés qui se situent aujourd'hui en Allemagne : l'archevêché métropolitain de Mayence et l'archevêché de Trèves. Les terres vosgiennes en surséance et les Vosges comtoises sur le flanc sud du massif ont dépendu du diocèse de Besançon qui est en même temps l'archevêché métropolitain. Quand le lien historique qui unit pendant des siècles la Lorraine à Trèves et l'Alsace à Mayence ou à Bâle se relâcha avec le temps, notamment après le rattachement de ces deux pays à la France, de nouveaux diocèses furent créés et les provinces furent remaniées avec la perte de prestige que cela a pu engendrer pour certains évêchés comme celui de Toul.
La fondation de couvents et monastères à l'intérieur et sur le pourtour du massif vosgien reflète également le passé impérial des territoires indépendants répartis sur la montagne vosgienne dont la plus grande partie appartenait au spirituel et parfois au temporel aux princes-évêques de Toul, Metz ou Strasbourg dont les abbés et supérieurs ont vite cherché à s'émanciper. Nombreux abbés et abbesses deviennent princes et princesses d'Empire avec droit de vote à la Diète impériale itinérante, chefs d'état et appartiennent à la haute noblesse de différentes régions européennes.

### Le massif du verre et du cristal
La montagne vosgienne, plus gréseuse que cristalline d'ailleurs, ainsi que la Vôge et le piémont vosgien ont concentré pendant des siècles une forte quantité de verreries permettant d'affirmer que le massif des Vosges et son pourtour appartiennent aux régions traditionnellement verrières de France. Sa caractéristique réside dans le fait que la Lorraine et l'Alsace ont longtemps appartenu au Saint-Empire romain germanique ; les échanges commerciaux et le transfert de savoir-faire en Europe centrale entre les régions verrières implantées en terres germanophones comme dans les monts Métallifères ou les monts des Géants par exemple, permirent un brassage de cultures et de techniques qui a favorisé l'installation de verreries plus sédentaires au Moyen Âge dans le pays de la Vôge autour de Darney. Protégés dans un premier temps par les souverains lorrains, les maîtres-verriers obtinrent le titre de gentilshommes de manière héréditaire à la condition que les héritiers continuent l'activité du père. Certains verriers développent une vraie dynastie verrière dont les enfants émigrent dans d'autres régions de France pour fonder de nouvelles verreries ou travailler dans des structures déjà existantes afin de les dynamiser, comme dans le Nord-Pas-de-Calais. De confession protestante et de langue allemande, certains maîtres-verriers s'implantent durablement en Lorraine catholique et occupent des postes publics ou achètent des offices vénaux au service de la couronne ducale. Certains sont anoblis et leur nom est associé à l'histoire régionale comme celui des Hennezel. L'âge d'or de la verrerie lorraine durera jusqu'au XVIe siècle. Plusieurs facteurs expliquent le déclin de l'activité verrière de la Vôge.
Grâce à d'autres seigneuries et comtés au nord du massif vosgien, l'industrie verrière connaît un nouveau souffle au XVIIIe et surtout XIXe siècle dans les Vosges du Nord à cheval sur la Lorraine et l'Alsace. C'est dans cette région que la « route des arts du feu » jalonnent les sites verriers qui sont parfois encore en activité ou sont devenus des musées.
La tradition verrière se perpétue aujourd'hui dans le massif vosgien plutôt grâce à l'industrie du luxe avec la société Lalique, le Groupe du Louvre, Starwood Capital Group et la société Hermès International.

### Développement touristique
Le Second Empire a favorisé la construction ou l'amélioration des routes principales et secondaires ainsi que la mise en place d'un réseau de chemin de fer pour répondre au trafic qui s’intensifiait d’année en année à cause de l’industrie dans les vallées vosgiennes. Il fallait faciliter les déplacements des hommes dans les massifs montagneux comme les Vosges par exemple. Pour pouvoir marcher ou skier dans les Vosges, il fallait d’abord pouvoir y accéder.
Les premières routes sont tardives :
- 1897 : Gérardmer - Retournemer ;
- 1904 : Retournemer - Hohneck ;
- 1907 : Munster - Col de la Schlucht ;
- 1907 : Turckheim - Trois-Épis.

L'équipement hôtelier s’améliore entre 1860 et 1900 car il est encouragé par l'activité industrielle. Lorsque la première vague de tourisme montagnard des milieux bourgeois et citadins gagne les Vosges, les structures et le personnel d'accueil est en place. Très vite les Vosgiens répondent à la demande et développent un réseau d’établissements d'accueil mis en place après 1850. Les anciens fermiers-ouvriers ou marcaires se transformèrent progressivement en restaurateurs, cuisiniers, hôteliers ou guides. Les Vosges appartiennent au tournant du siècle au cercle restreint des régions touristiques de France. La création du Club vosgien en 1872 sous le nom de Vogesen Klub dote très rapidement le massif de sentiers entretenus et bien balisés. Le Club alpin est créé lui en 1874 et les deux clubs répondent à la nouvelle mode de l’excursionnisme et de l’alpinisme avec l’esprit général et l’engouement pour la nature propres à ces activités de plein air à l’époque. Le Club vosgien construit des tours (tour du Champ du Feu, tour du Climont) pour répondre à ce besoin de découvrir le massif.
Tout est certes plus modeste que dans les Alpes suisses par exemple (glacier d'Aletsch, Zermatt, le Cervin), mais le développement touristique du massif vosgien dans sa partie méridionale procédait du même esprit : attirer les amoureux de la nature, créer une atmosphère de villégiature propice à la découverte parallèle de la culture et de l'histoire locale. La Compagnie des chemins de fer de l'Est et les œuvres de Louis Tauzin ont grandement contribué à la promotion du pays de Gérardmer et des crêtes dès le XIXe siècle puisque les affiches publicitaires de Gérardmer dans les gares côtoient celles de Zermatt ou de Grindelwald. Avec Grenoble, Gérardmer est la première ville à avoir créé une forme de syndicat d'initiative avant l'heure.

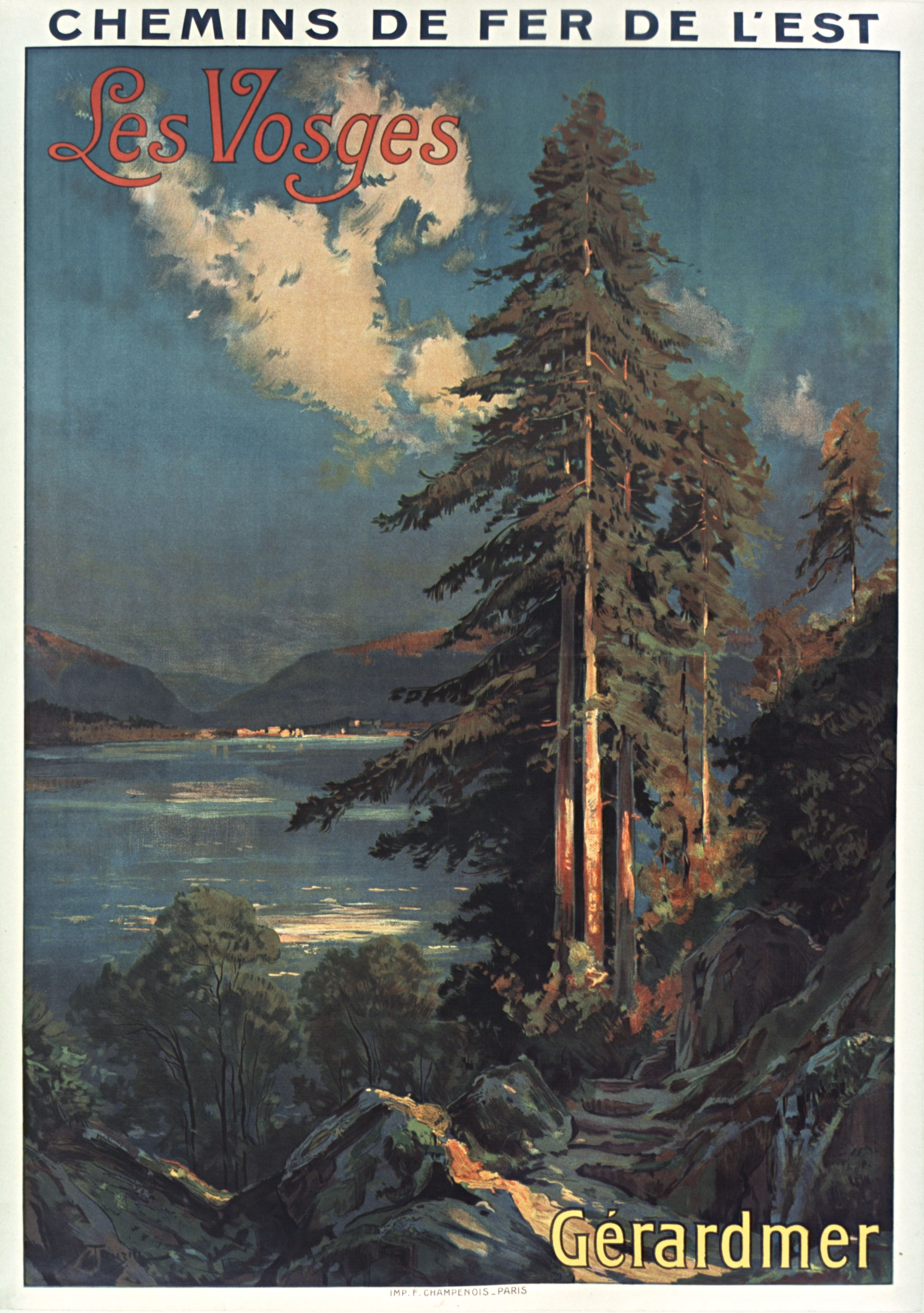
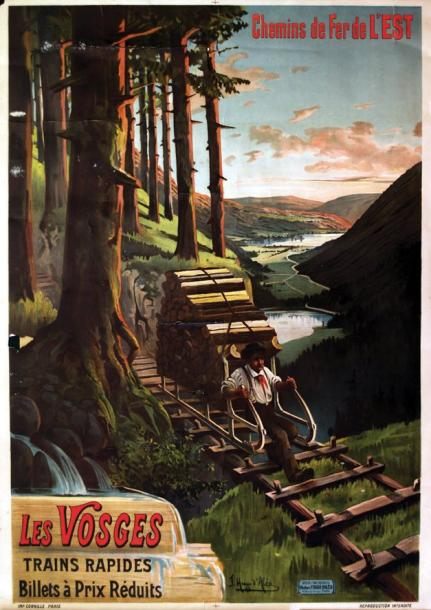
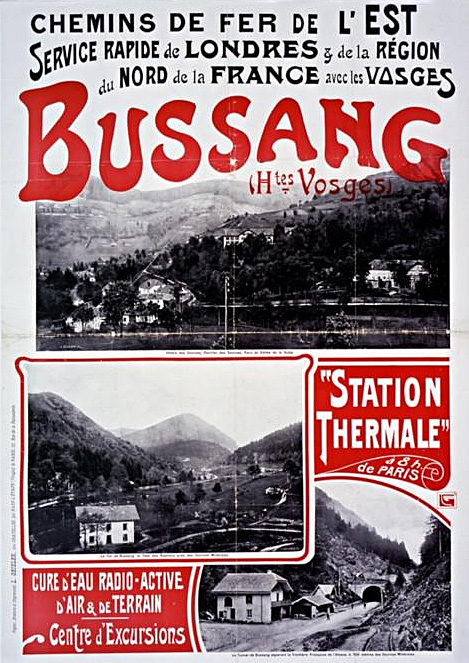
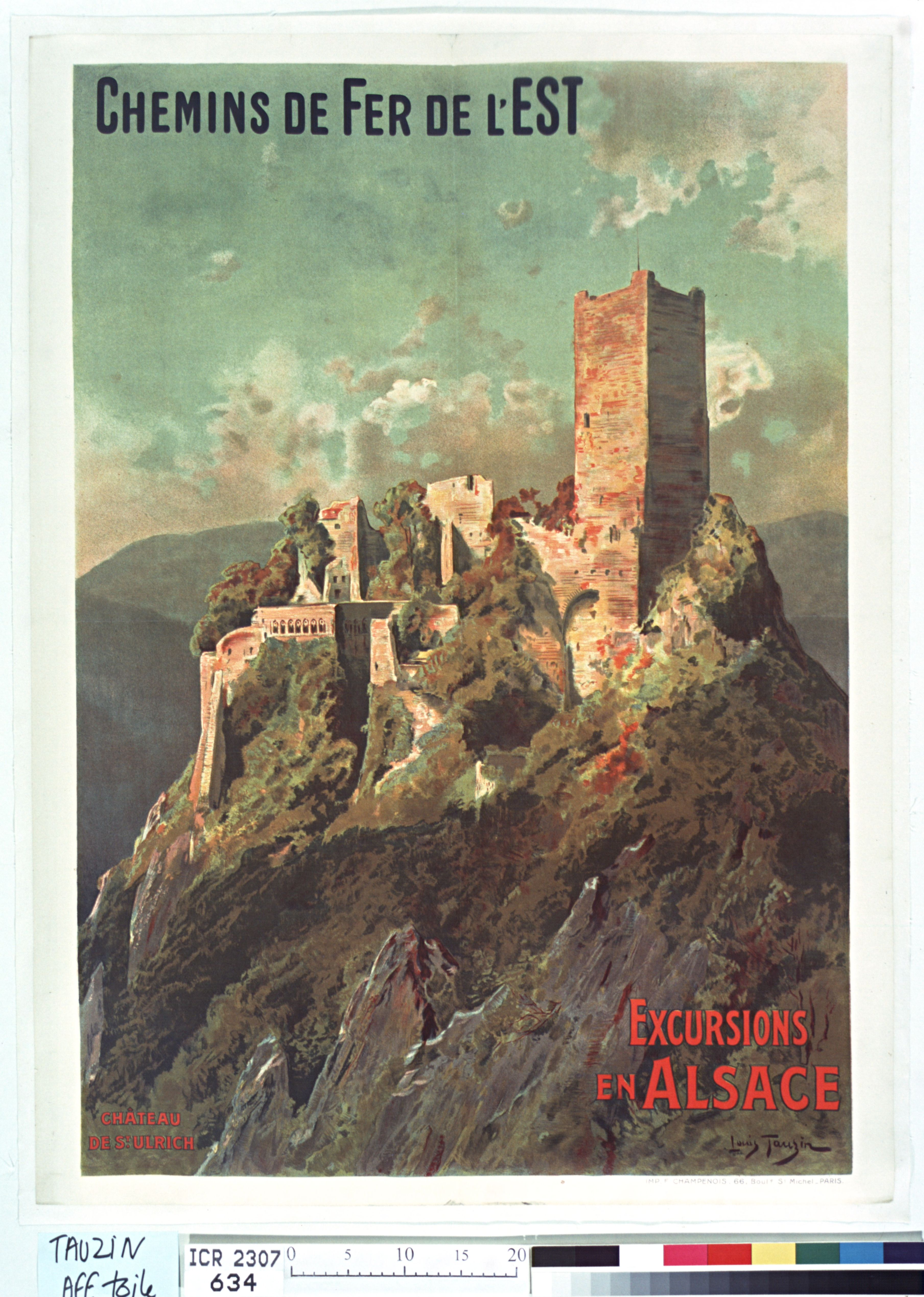

### Introduction du ski dans le massif vosgien
Les associations de tourisme pédestre et de ski permirent la fréquentation de la montagne été comme hiver. Ce sont souvent les mêmes adeptes de virées en plein air. L'introduction du ski permet l'accès aux crêtes et aux sentiers. L'accès au massif en hiver s'explique entre autres aussi par la construction de refuges et d'hôtels qui deviendront représentatifs, voire symboliques d'un sommet, d'une association ou d'un ski-club. En dépit de la frontière franco-allemande et des convictions que pouvaient défendre tel ou tel club officiellement ou officieusement, les crêtes vosgiennes n'étaient pas fermées, mais poreuses puisque les participants aux courses de ski provenaient de sociétés de ski françaises ou allemandes. Parmi les associations qui ont joué un rôle primordial dans l'introduction du ski dans le massif vosgien figurent entre autres le Club vosgien, les Vosges-trotters, les Amis de la Nature, le Touring club, le Ski-club Mulhouse, le Ski-Klub Vogesen, ainsi que le Club alpin français dont une section vosgienne fut créée dès la fondation de l'association.
La vision transculturelle du massif vosgien s'est quelque peu estompée après l’annexion de l’Alsace-Lorraine à l’Empire allemand à cause de la politique de germanisation menée par des statthalters qui se servent des crêtes vosgiennes comme promontoire de l’extrême ouest de l'empire, duquel les randonneurs peuvent admirer la nouvelle mère-patrie en direction du Rhin et de la Forêt-Noire. Comme on peut le découvrir dans les salles du Mémorial de l'Alsace-Moselle, la présence, voire la pénétration d'Allemands de souche dans la population régionale, et par voie de conséquence dans les clubs de mentalité allemande, ne doit pas surprendre en soi car le régime a fait venir de nombreux fonctionnaires dans la nouvelle terre d'Empire pour s'assurer leur fidélité.
En 1905, les clubs de ski se rassemblent dans la Fédération de ski d'Alsace-Lorraine (Elsass-Lothringischer Ski-Verband) qui organise les premières compétitions de ski dans le massif vosgien : la pratique du ski de l'époque n'est pas comparable au ski de descente tel qu'on le perçoit de nos jours. Cela se rapprocherait donc davantage du combiné nordique actuel ou du ski alpinisme. L'hygiène de vie et de l'activité physique dans un cadre naturel motivant priment encore sur l'esprit de compétitions et de challenge. La « Société des sports d'hiver » est créée à Gérardmer en 1908-1909. Elle organisa entre autres la « Grande Semaine d'hiver de Gérardmer » en 1910.
De son côté, le Club alpin français institue des rencontres annuelles des différentes antennes du club en Autriche, en Suisse, en Italie et en France. Sous l'impulsion d'Henry Cuënot, le CAF organise la « Semaine internationale de ski » pour la première fois en 1907 à Montgenèvre. Après Chamonix, Morez, Eaux-Bonnes et Lioran, c'est Gérardmer qui prend en charge l'organisation de cette semaine en 1913. Les villes organisatrices retenues au début du XXe siècle correspondent peu ou prou aux massifs montagneux associés aux sports d'hiver aujourd'hui : les Alpes, les Pyrénées, le Massif central et les Vosges.
La candidature de Gérardmer à l'organisation des premiers Jeux olympiques d'hiver de 1924 n'a pas été retenue, c'est sa concurrente Chamonix qui fut désignée ville hôte des épreuves pour onze jours. Le Comité national olympique avait mis en avant les capacités d'hébergement et la sécurité de l'enneigement.
Dans les Vosges après la Grande Guerre, comme d'ailleurs dans les autres massifs, un vaste programme de construction de routes et de lignes de chemin de fer est lancé afin de rendre ces régions plus accessibles aux touristes Dans les années 1930, les premiers remonte-pente sont installés. Les compétitions commencent vers 1935 pour le saut et la descente. L'Alsace compte ainsi un champion de France, René Becker, qui participe en 1936 aux Jeux olympiques de Garmisch-Partenkirchen, mais aussi pléiade de familles de skieurs de renom.

### Les cicatrices des deux guerres mondiales

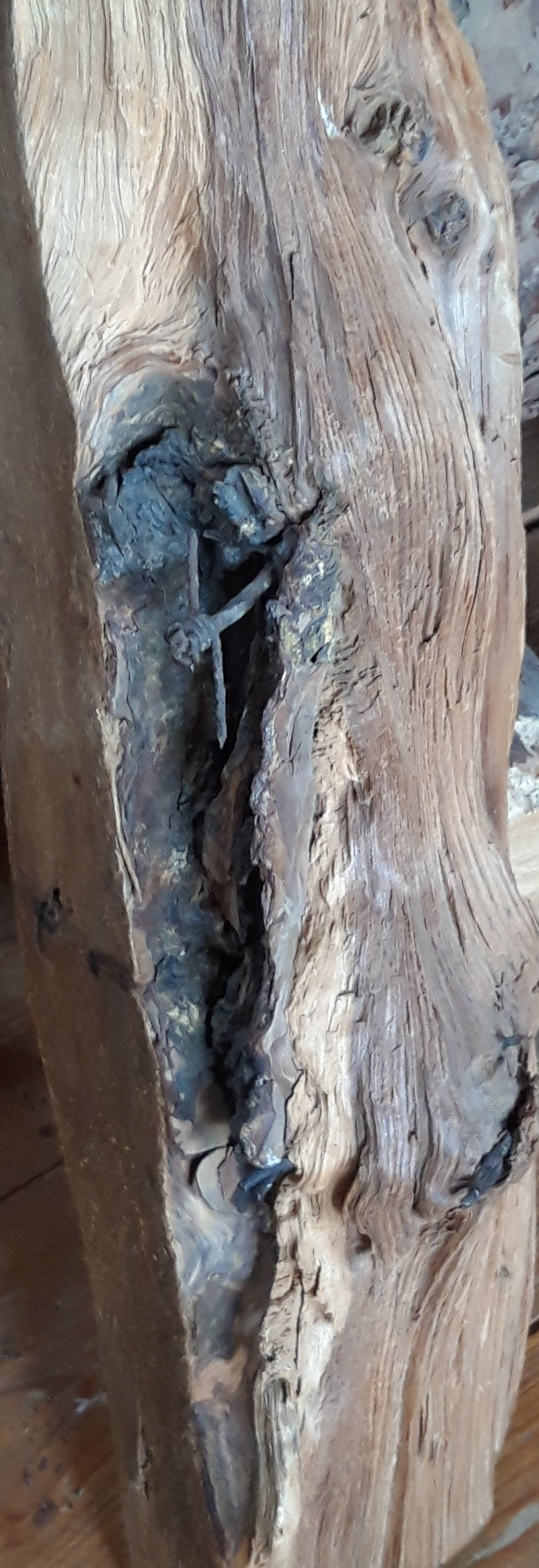
Pièce de bois comportant des incrustations métalliques datant de la Grande Guerre récupérée par des bûcherons vosgiens, musée des métiers du bois de Labaroche.

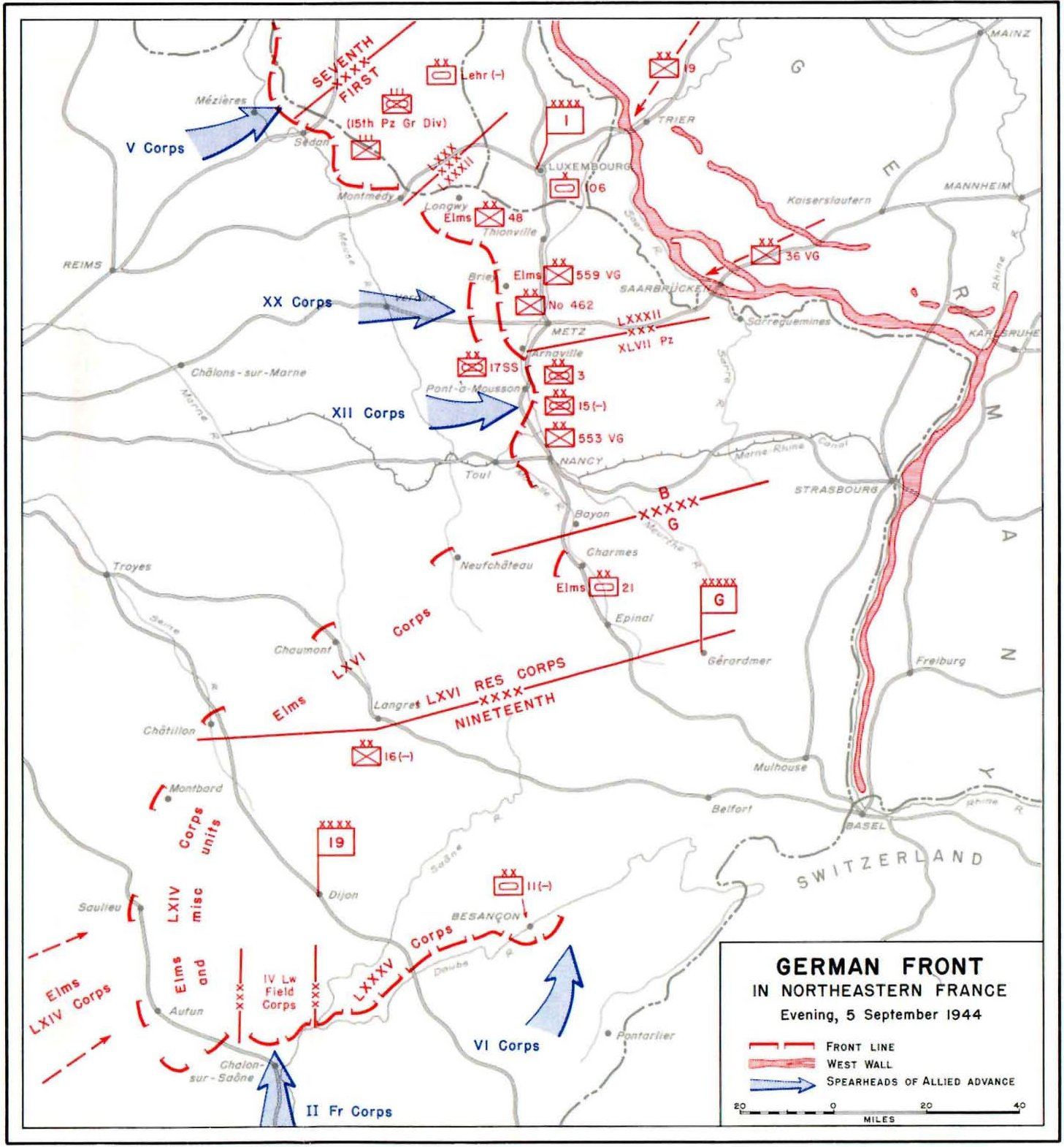
Carte de la ligne de front dans l'Est de la France en septembre 1944.

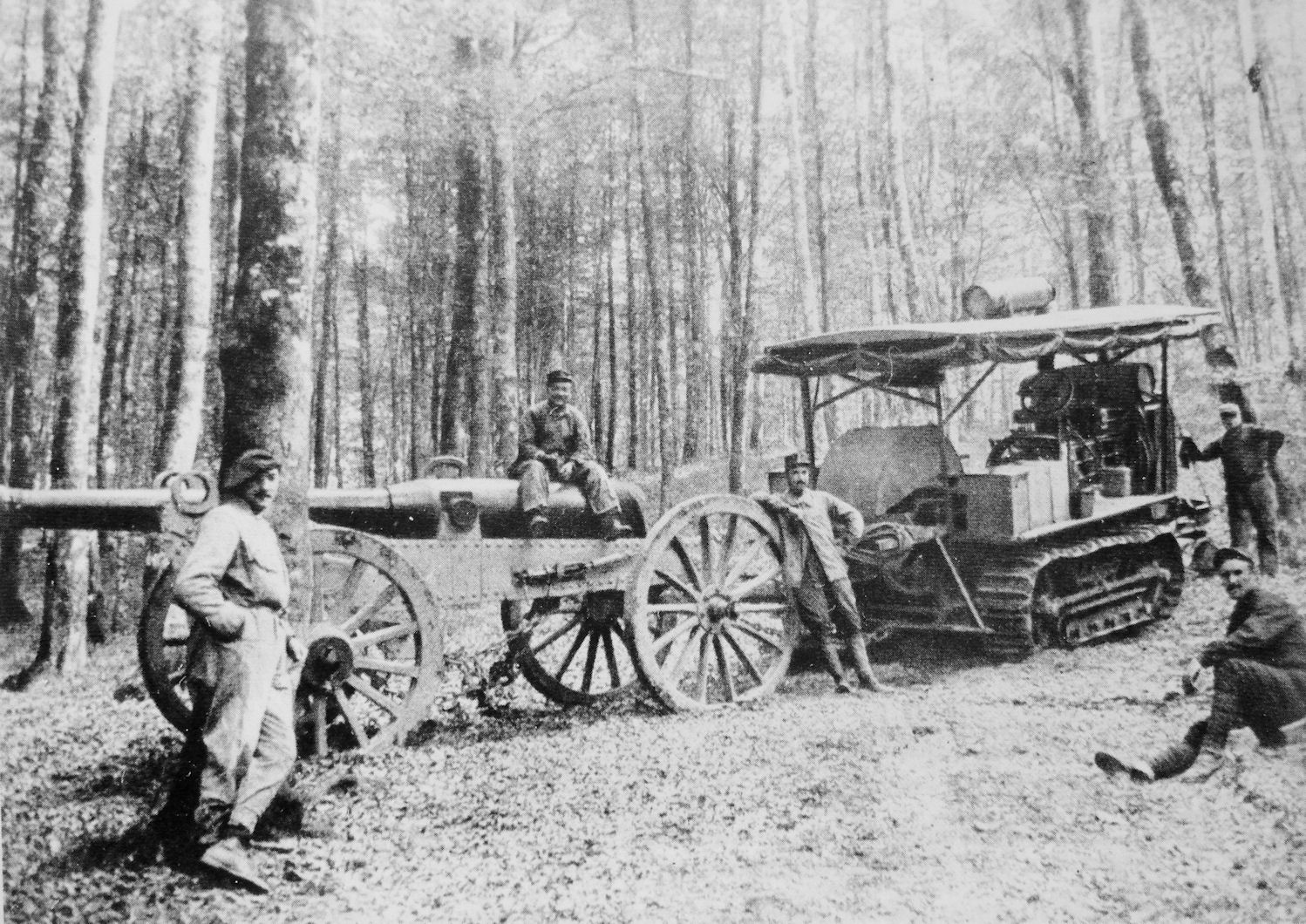
Artilleurs français dans les Vosges en 1915.

Le massif des Vosges fait partie des régions françaises et européennes qui ont connu un destin particulier pendant la Première Guerre mondiale en raison de son statut peu ou prou imposé de massif frontalier entre deux états ennemis. À part quelques résistances des francs-tireurs vosgiens pendant la guerre franco-allemande de 1870, la montagne vosgienne ne représenta aucun obstacle particulier pour les troupes impériales qui la traversèrent sans mener de batailles meurtrières. Le roman patriotique à succès de René Bazin, Les Oberlé, publié en 1901, montrera néanmoins qu'avant le déclenchement de la Première Guerre mondiale, le déchirement qui s'opérait dans les familles alsaciennes devenues allemandes se manifestait entre autres par la fuite des jeunes conscrits refusant de servir sous l'uniforme prussien et trouvant refuge dans les forêts denses du massif pour passer la frontière verte des crêtes et cols vosgiens. Le Mémorial de l'Alsace-Moselle à Schirmeck en face du camp de concentration de Natzweiler-Struthof résume la destinée particulière de ces régions annexées en 1871 puis à nouveau occupées en 1940, en insistant sur les difficultés inhérentes à une vie d'entre-deux.
Avec les conflits meurtriers qui démarrent dès 1914-15 et à cause de la guerre de position adoptée par les deux camps, les combats se sont concentrés sur la ligne de crêtes et les sommets ou les cols stratégiques du massif vosgien devenus des sites de mémoire de la Grande Guerre.
Parmi ces sites de mémoire, le musée-Mémorial du Linge et le mémorial national du Vieil-Armand dans les Hautes-Vosges haut-rhinoises rappellent l'intensité des combats, aussi bien pour les Français que les Allemands qui viennent s'y recueillir aujourd'hui pour une commémoration commune.
L'histoire de la Seconde Guerre mondiale dans le massif vosgien s'intègre totalement dans les campagnes plus vastes des Alliés sur le flanc ouest. Hormis quelques poches de résistance allemandes coûteuses en vies pour les deux camps, l'avancée alliée s'est faite relativement vite dans la montagne vosgienne. Toutefois, les récits d'état-major et des soldats alliés ne manquent pas de préciser que la percée dans la montagne vosgienne revêtait pour eux un caractère émotionnel encore plus intense car, en approchant des crêtes vosgiennes, ils touchaient au moral des Allemands en entrant pour la première fois dans leur territoire, fruit de l'annexion ou pas. C'est un sentiment qui se retrouve également dans le massif des Ardennes en Belgique.

## Activités

### Agriculture
L'agriculture traditionnelle est vivrière : pomme de terre, seigle, vergers. Elle se complète d'élevage ovin et bovin, notamment — dans les pâturages les plus montagneux — la race vosgienne dont le lait est à la base du munster.

### Loisirs et tourisme

#### Sports d'hiver

##### Projets de développement et protection de la montagne vosgienne depuis les années 1970

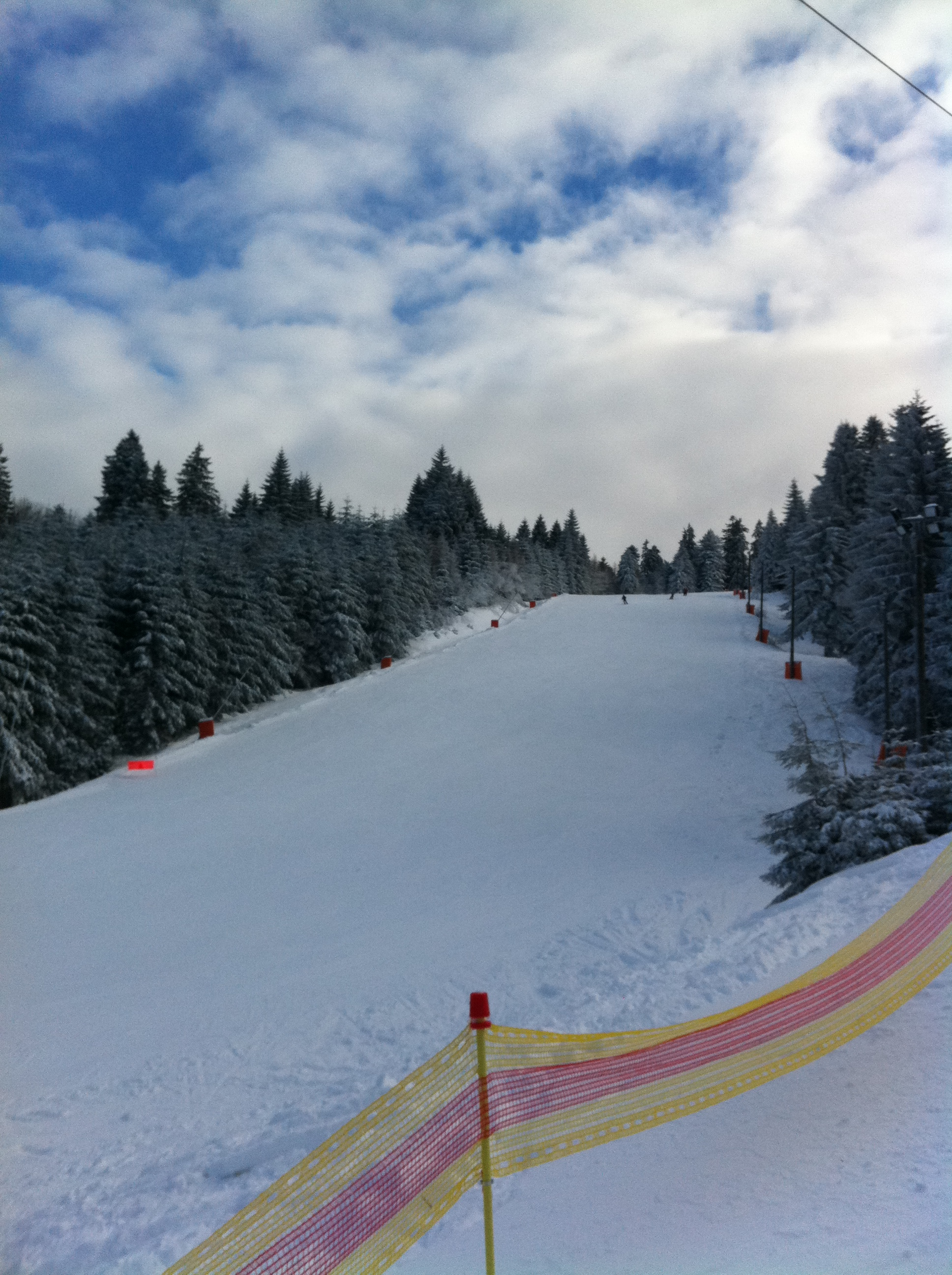
La Mauselaine - Piste du Tétras.

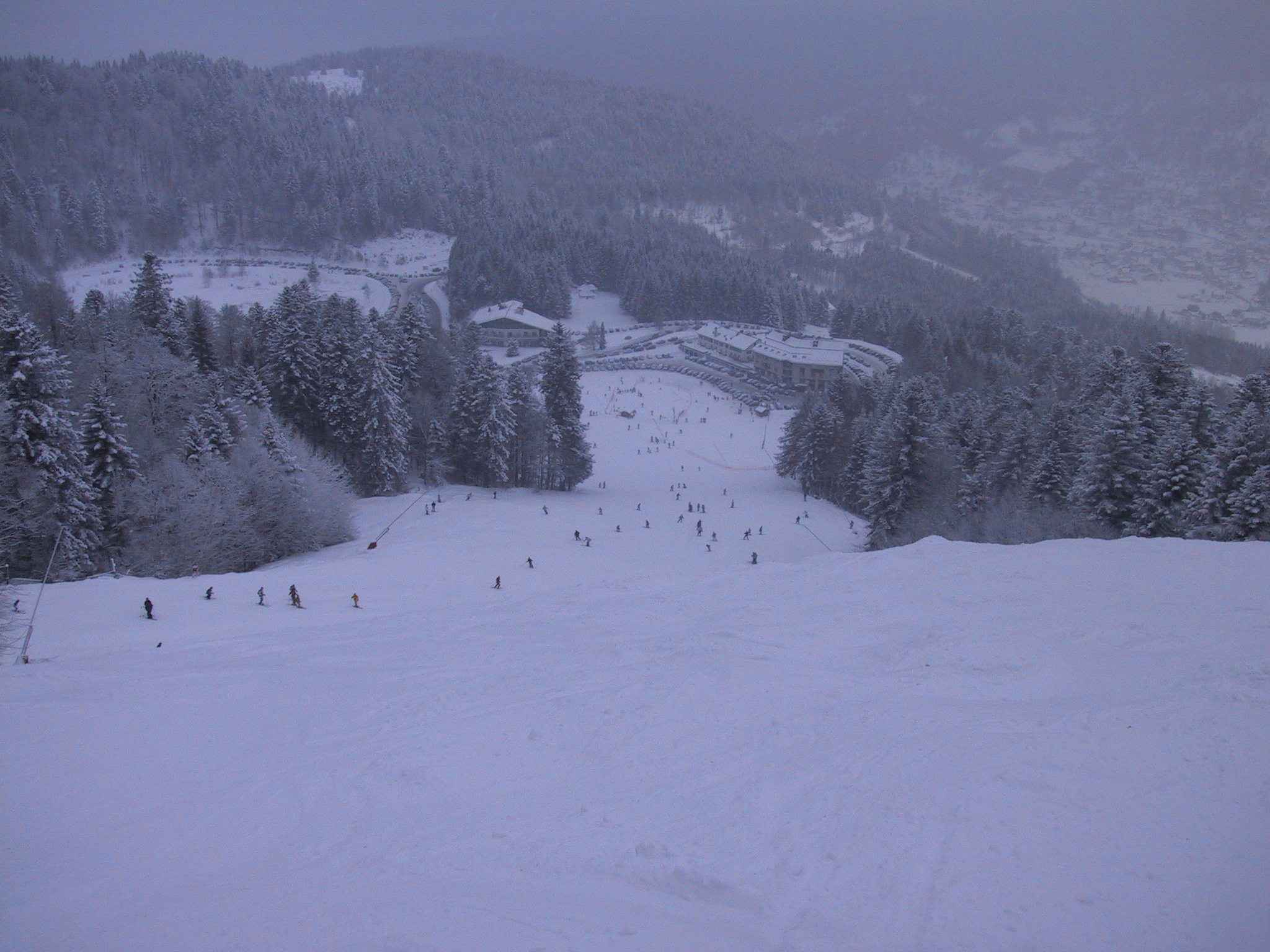
Ventron Ermitage Frère Joseph.

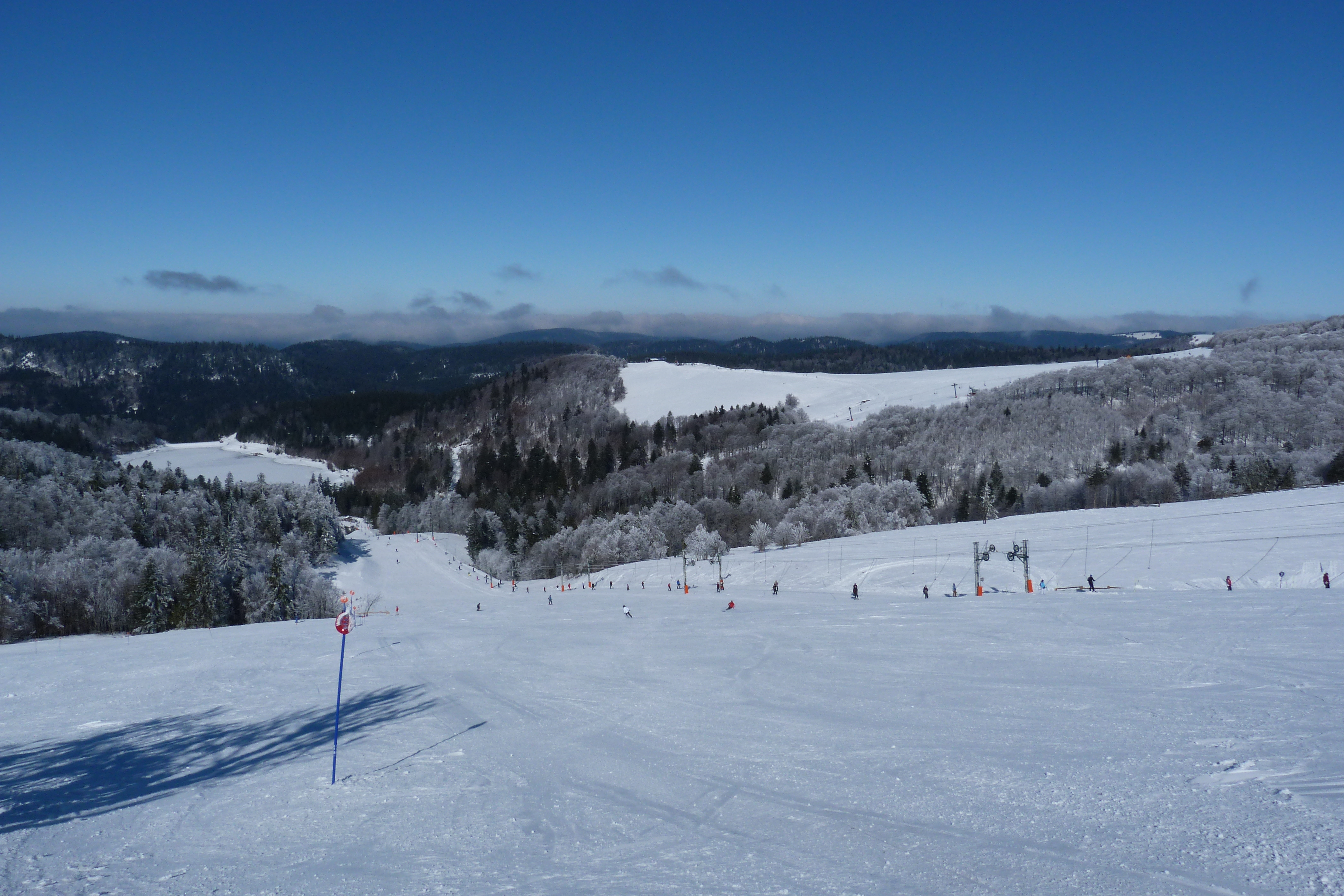
Kastelberg - La Bresse-Hohneck.

Le décret du 22 novembre 1977 promulgua une « Directive sur l’aménagement et la protection de la montagne». Elle visait à maîtriser davantage le foncier et à créer des « unités touristiques nouvelles ». À partir de 1977 également, les schémas d’orientation et d’aménagement préparés par les Commissaires sont approuvés dans chaque massif. Trois ans plus tard, les Vosges et le Jura d’une part, les Alpes du Nord et les Alpes du Sud d’autre part sont dissociés avec chacun un commissaire à l’aménagement du massif concerné. À partir de 1974, sous impulsion de l’ONF et des services de la jeunesse et des sports, 100 km de pistes de fond furent tracés et 300 km balisés. En 1979, le « Plan Neige des Vosges » est soutenu par l’État, la Région et le Conseil général des Vosges pour créer un stade de ski de fond au Lispach, pour réaménager le stade des Bas-Rupts, aménager des pistes à Bussang et Saint-Maurice-sur-Moselle et enfin créer des randonnées au Donon et au Val-d'Ajol.
En 1984, la fédération régionale regroupe avec une solide organisation héritière d'excellentes écoles de ski, un ensemble unifié autour du massif, comprenant Alsace, Vosges, Territoire de Belfort et Franche-ComtéN 4. Même si on aménage encore pistes et téléphériques, les Vosges ne connaissent pas la même croissance que d'autres contrées alpines, jurassiennes ou pyrénéennes. Le développement du ski-loisir reste prometteur avec l'apport des skieurs de la proximité du Benelux. Avec environ 5 000 compétiteurs, elles demeurent un bastion modeste du ski français. Quelques stations modernes de ski, survivantes de la concentration des activités touristiques de moyenne montagne en crise, parsèment aujourd'hui le massif, notamment dans sa partie méridionale, où le relief est plus élevé. La plus importante de ces stations, en termes d'étendue du domaine skiable et de fréquentation est celle de La Bresse, dite La Bresse-Hohneck de 900  à   1 350 m d'altitude. Du côté alsacien, il peut être notamment fait état de la station du Markstein, qui, après avoir accueilli la coupe de France de saut à ski de 1955, organise des épreuves de la coupe du monde de ski en 1983 et 1987. Côté franc-comtois, la station de la Gentiane dans le massif du Ballon d'Alsace attire les skieurs du Territoire de Belfort et du Sud-Alsace.
Le zonage des massifs, la réglementation pour les remontées mécaniques et le travail des saisonniers, tout comme d'ailleurs les dispositions générales pour l'aménagement du massif vosgien et des autres montagnes françaises sont toujours régis par la loi no 85-30 du 9 janvier 1985 relative au développement et à la protection de la montagne dont la version a été consolidée le 29 juin 2015.

##### Statuts et places des stations vosgiennes dans le tourisme d'hiver en France
D'après les Domaines skiables de France, la chambre syndicale des exploitants de remontées mécaniques et de domaines skiables en France, il existe 26 opérateurs ou stations de ski affiliées dans les Vosges. Comme pour le reste des stations françaises, elles sont gérées soit par une régie, par une société d'économie mixte soit par une société par actions simplifiée.
En fonction du moment de puissance du parc de remontées d'une station, c'est-à-dire le produit de son débit par sa dénivelée, on obtient une typologie des stations : très grandes, grandes, moyennes et petites. La Bresse Hohneck et Gérardmer appartiennent aux stations moyennes, toutes les autres vosgiennes sont des petites stations. En se basant sur le critère des journées-skieur, la fréquentation du massif vosgien de 2011 à 2014 représentent 1,7 % des parts de marché nationales, c'est-à-dire l'avant-dernier massif dans le tableau de toutes les régions skiables avant le Jura avec 1,6 %. Cela fluctue beaucoup suivant les années entre le Jura, le Massif central et les Vosges: en 2011, ce sont les Vosges qui sont en queue de peloton après le Massif central (1,7 %) et le Jura (1,9%).
En raison de l’altitude et des microclimats de la partie méridionale du massif plus enneigée, on trouve l’essentiel des stations de ski de rang national dans les Hautes-Vosges. Dans le classement du top 100 du magazine des professionnels « Montagne Leaders » basé essentiellement sur le nombre de journées-skieur combiné à quelques critères complémentaires liés à l'équipement et à la capacité d'accueil de la station, trois stations vosgiennes sont dans les cent premières stations de sports d'hiver en France :
- à la 51e place, on trouve Labellemontagne, donc station de La Bresse Hohneck (une SAS) avec 389 124 journées-skieurs en 2013. Elle est un holding issu à l'origine de la société vosgienne Rémy Loisirs. Elle s'est développée avec Jean-Yves Rémy, vice-président des DSF, en rachetant plusieurs stations familiales dans les Alpes, la dernière étant celle de Manigod en Haute-Savoie proche de la Clusaz[200]. Avec 5 domaines skiables, ce groupe alpino-vosgien de sociétés privées est le troisième opérant en France après La Compagnie des Alpes (neuf domaines skiables) et Altiservice (six domaines skiables)[200] ;
- à la 71e place se situe Gérardmer (une régie municipale) avec 216 064 journées-skieurs en 2013 ;
- à la 100e place arrive la station du Ventron (la SAS Leduc) avec 75 254 journées-skieurs en 2013.

La seule station de montagne du département du Bas-Rhin est celle du Champ du Feu qui est aussi pour moitié un site Natura 2000. Toutefois, ce domaine géré par une régie a une caractéristique non négligeable : il s’agit du seul domaine de ski nordique de grande superficie du massif vosgien où l’on peut pratiquer le ski de fond gratuitement (Pistes noires, rouges, vertes). Le Conseil général du Bas-Rhin prend en charge l’entretien estival et hivernal du site confié au Comité départemental de ski. Un employé polyvalent est embauché du 15 décembre au 14 mars et le chauffeur de l’engin de damage est rémunéré aux heures faites. De même, les sentiers pour la raquette, la luge et les chiens de traineau sont préparés gracieusement. En revanche, le ski alpin avec ses neuf remontées mécaniques et ses dix-sept pistes est payant. Eu égard à son caractère local très prononcé et au taux d’enneigement très fluctuant selon les années, la fréquentation de la station du Champ du Feu estimée en moyenne à 170 000 personnes par saison hivernale reflète un attachement des locaux important pour ce domaine skiable historique.

##### Problème récurrent du faible taux d'enneigement

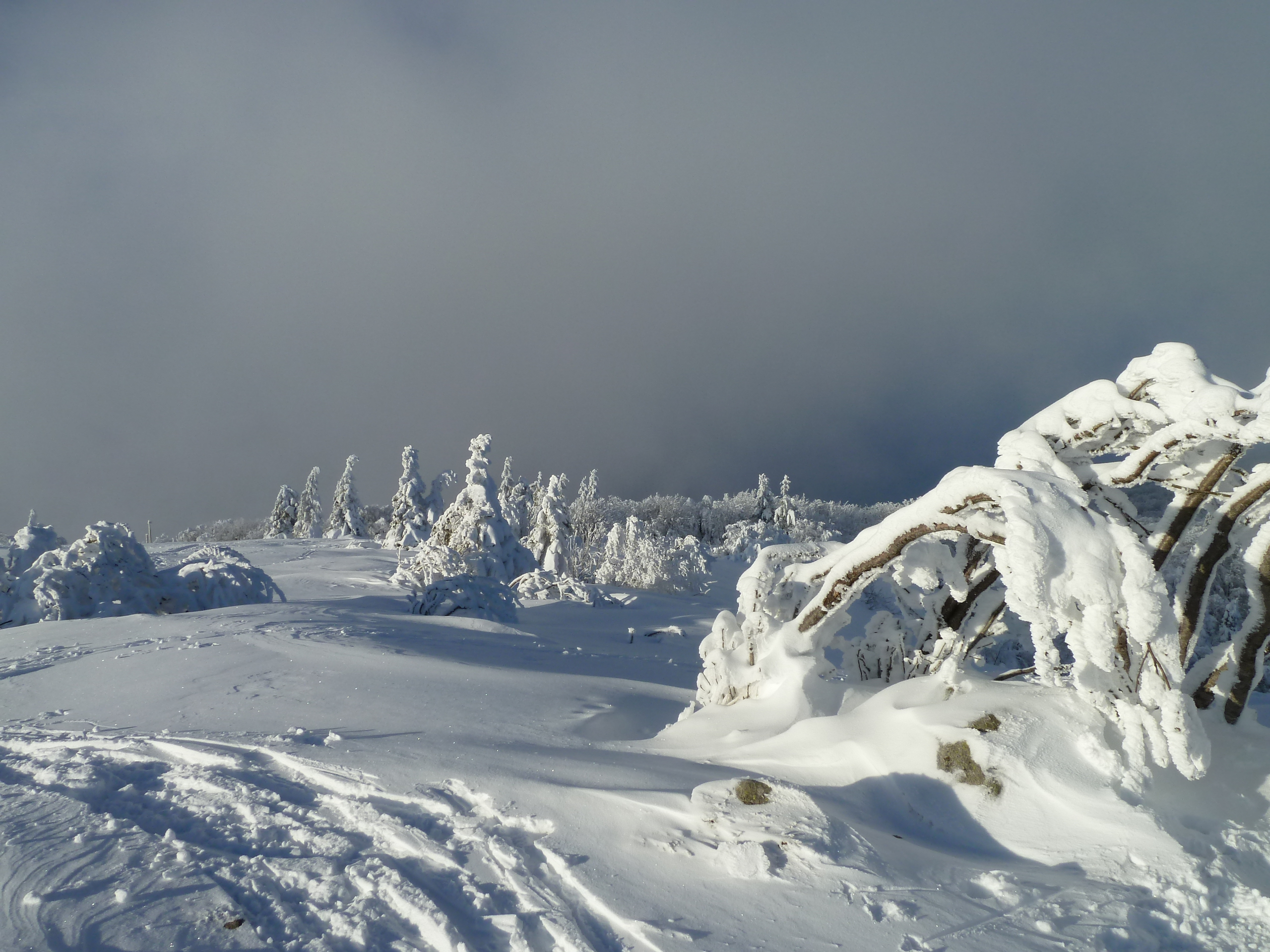
Enneigement sur les hauts de la Schlucht.

La raréfaction récurrente des chutes de neige du fait du maintien des hautes pressions atmosphériques et les brusques abaissements ou remontées de la limite pluie/neige, au cours de récents hivers peu propices aux sports d'hiver, affectent grandement de nombreuses stations de faible altitude mal équipées, ne disposant pas de canons à neige. Charles Fournier affirme déjà dans son ouvrage sur le massif vosgien que « la neige, depuis cinquante années, tombe en moindre quantité qu'autrefois ». Cela signifie que pour lui l’enneigement de la deuxième moitié du XIXe siècle était encore plus important que pendant les deux conflits mondiaux dont chacun sait que les hivers furent rudes. L’hiver de 1879 passe pour être par exemple l’un des plus rudes de l’histoire française. C'est pourquoi nombre d'anciennes stations vosgiennes sont aujourd'hui en deçà du seuil de rentabilité et périclitent. Cependant, les bonnes conditions hivernales depuis 2008 offrent une bouffée d'oxygène considérable à l'ensemble de ces stations. Celle de la Gentiane a fait le choix de s'équiper d'enneigeurs, opérationnels depuis la saison 2014-2015.

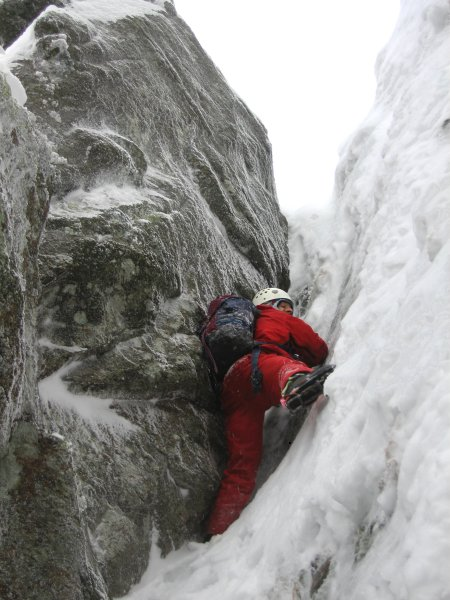
Alpinisme dans les Vosges.

La pratique du ski de fond, stimulée par le fondeur Jean-Paul Pierrat, un des premiers Français à rivaliser avec les meilleurs compétiteurs sur les terrains nordiques, dispose d'espaces montagnards somptueux. Au début des années 1990, les randonnées en raquettes bien adaptées au relief vosgien à l'instar du VTT en été, connaissent un développement fulgurant.
La pratique de l'alpinisme hivernal est possible sur les pentes nord du Hohneck et sur la Martinswand, dans la zone des Spitzkoepfe et de manière générale sur les pentes alsaciennes du massif vosgien. On trouvera également de jolis secteurs pour l'escalade glaciaire autour du lac Blanc. Quand l'hiver est rigoureux, les Vosges du Nord riches en rochers de grès abrupts avec un fort ravinement permettent l'escalade sur glace. C'est le cas du Rocher de la Bande Noire à l'entrée du vallon du Haspelbaechel.

#### Sports et loisirs d'été

##### Randonnée pédestre

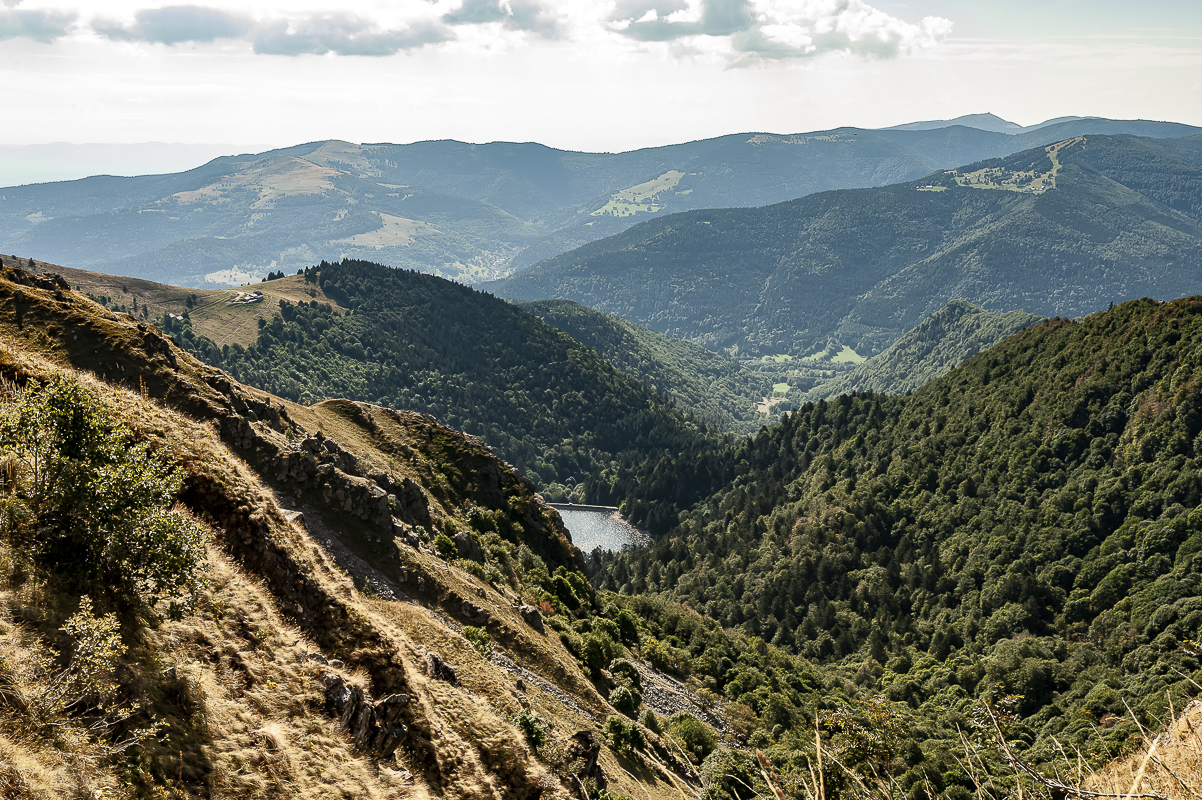
Vue des vallées vosgiennes depuis le sommet du Hohneck.

La randonnée pédestre dans le massif vosgien est organisée après l'annexion de 1871. Dans la partie alors allemande, le Club vosgien est créé en 1872 et, deux ans plus tard, le Club alpin l'est à son tour en France, qui disposera d'une section des Vosges. De nos jours, le Club vosgien étend son activité à l'ensemble du massif et l'on y trouve partout son système original de balisage.
Avec des moyens différents, les deux structures poursuivent des buts identiques : mettre la montagne à portée de tous, en faciliter l'accès. Le but du Club vosgien est « la promotion et le développement du tourisme pédestre et autres activités de pleine nature, l'étude, l'aménagement, la signalisation et l'entretien bénévole de 20 000 km d'itinéraires pédestres ». Pour le Club alpin, il s'agit de « rendre accessible au plus grand nombre une pratique autonome et responsable de la montagne ».

###### Le Club alpin
Le refuge de la Fédération française des clubs alpins et de montagne est au Grand Ventron. En 1874, le Club alpin dont le but général est « d'encourager et favoriser la connaissance de la montagne et sa fréquentation individuelle ou collective en toute saison », a inscrit dans ses statuts « la construction, l'amélioration et l'entretien de refuges, chalets, abris et sentiers ».
Au XIXe siècle, les adeptes de l'excursion, même modeste, préconisent les courses avec un guide quoi il arrive car ils connaissent la montagne et ses dangers. Cette forme de découverte est par conséquent réservé à un public très restreint.
Le Club alpin avait à l'origine créé deux sections qui s'occupaient d'amener les citadins de la plaine dans les Hautes-Vosges :
- la section de Nancy en 1874 ;
- la section d'Épinal en 1876.

En 1886, le docteur Charles Alban Fournier devient président du Club alpin des Hautes-Vosges après la fusion des sections d'Épinal et de Belfort. Le club crée des sentiers, installe les tables d'orientation sur les principaux sommets. Il initie la création de la station météorologique au fort du ballon de Servance.
Alban Fournier publia de nombreux itinéraires de randonnées. Il collabore à l'ouvrage encyclopédique de Léon Louis Le département des Vosges, description, histoire et statistiques en proposant des courses sous forme de tableau avec indication des distances, de l'altitude, du temps de marche et de la description globale de la randonnée et de son environnement. Fournier pense que « les Vosges sont, dans toute l'acceptation du mot, une de ces petites 'Suisses' et une charmante petite Suisse naguère inconnue, inconnue même de certains de ses habitants ».
Le Club alpin des Vosges encadra également dès les débuts l'alpinisme et le ski.

###### Le Club vosgien

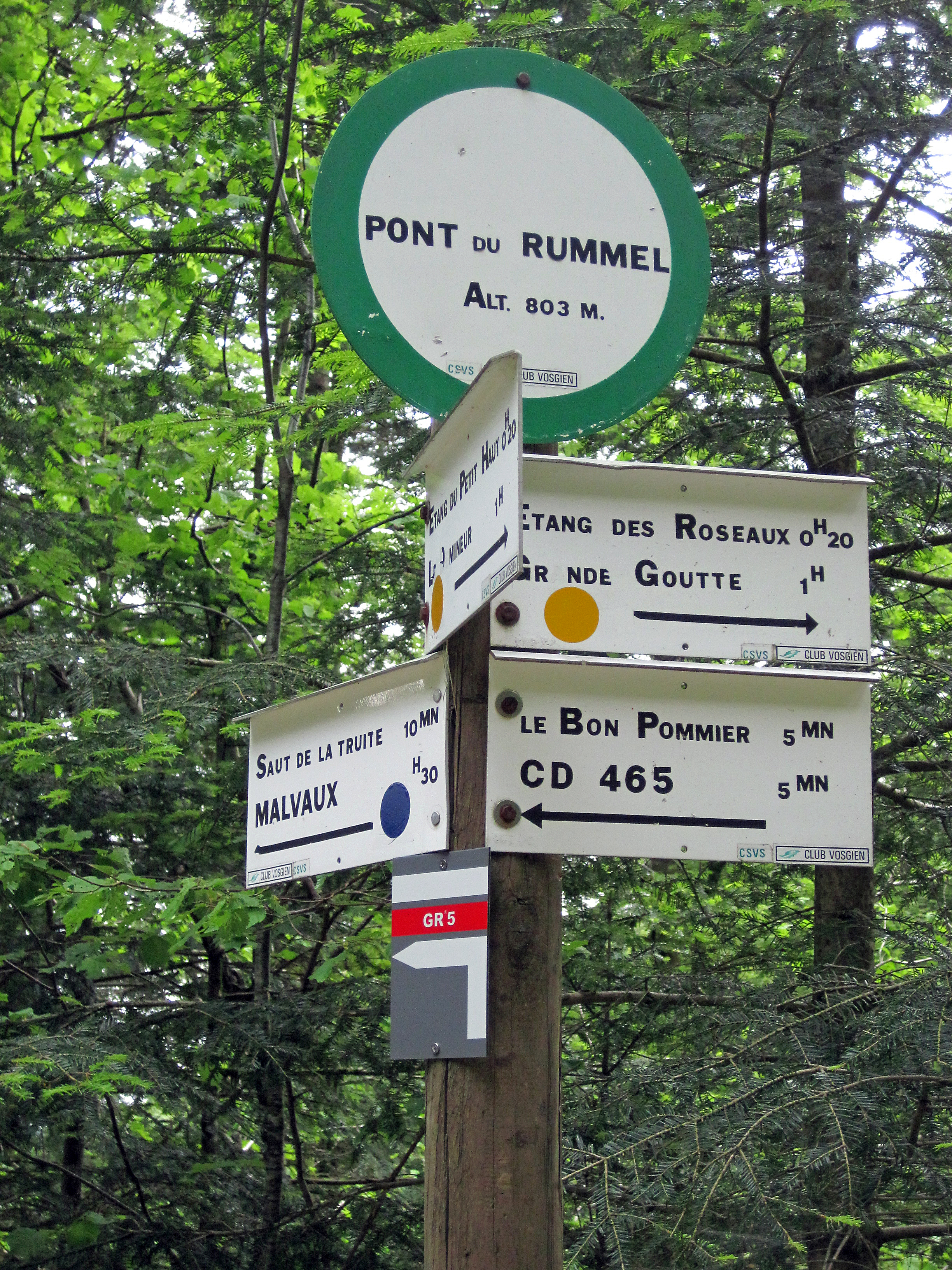
Balisage vosgien au pont du Rummel sur la Savoureuse dans le massif du Ballon d'Alsace, à l'intersection de trois itinéraires. Le panneau circulaire indique l'altitude. Le dispositif comporte également une marque de GR (GR5).

C'est probablement dans le massif des Vosges que sont apparus en France (en territoire alors annexé) les premiers itinéraires balisés, à l'instigation du Club vosgien (créé en Alsace en 1872) ; ces sentiers ont permis le développement de la randonnée pédestre, le club devenant dès 1921 l'unique opérateur du balisage dans tout le massif. Les premières cartographies d'itinéraires ont été réalisées pour le massif sur la base de cartes d'État-major. Aujourd'hui des cartes très détaillées représentent ce dense réseau de sentiers avec son système original de balisage par code de formes et de couleurs permettant toujours de préparer toutes sortes d'itinéraires, de la balade familiale de quelques heures jusqu'à de longues échappées de plusieurs jours, par exemple la traversée du massif dans l'axe nord-sud en suivant les différents GR dont le GR 5.
L'intérêt de ce balisage typique des Vosges est qu'il permet en effet toutes sortes de combinaisons, en jouant sur la durée et la dénivelée. Il porte aussi bien sur de courts itinéraires très locaux que sur de longs parcours, tout en offrant partout la même facilité de lecture et de compréhension. La majorité des sentiers balisés ne présente aucune difficulté et ceux pouvant être dangereux sont fréquemment équipés (mains courantes, passerelles). Des fermes-auberges accueillent les randonneurs. Cet accueil est complété par la présence d'abris de randonnée plus ou moins précaires mais qui ne permettent généralement pas d'y dormir. Malgré un couvert forestier prononcé, les Vosges offrent une multitude de points de vue, de destinations pittoresques (lacs, cirques, chaumes), et de très nombreuses possibilités de promenades, de la courte balade familiale en terrain très facile, jusqu'à la randonnée longue avec bivouacs.
Le balisage du Club vosgien est conçu pour être rassurant et fonctionnel : il offre en effet tant aux marcheurs occasionnels et aux touristes de passage qu'aux randonneurs aguerris la possibilité d'emprunter les sentiers du Club vosgien sans craindre de se perdre, sous réserve de disposer d'une carte topographique indiquant les itinéraires, pour pouvoir composer son parcours. Seules les boucles (marque de balisage en anneau) sont réalisables sans carte à condition de savoir d'où partir. Une fois déterminé sur carte le trajet souhaité, il suffit de rechercher sur le terrain les balises mentionnées sur la carte (au minimum, le point de départ), sans qu'il soit besoin d'autres repères.
Le Club vosgien couvre l’ensemble du massif depuis la Hardt à la frontière allemande jusqu’au Jura à la frontière suisse. Il n’est pas stricto sensu réservé à la seule montagne car il existe également des sections situées dans le piémont des Vosges ou la plaine sous-vosgienne, ou dans le Sundgau vallonné, où se trouvent les villes dont proviennent maints usagers des sentiers pédestres (Wissembourg, Haguenau, Saverne, Molsheim, Sélestat, Colmar, Mulhouse, Altkirch, Ferrette, Épinal, Bayon, Rambervillers, Cirey-sur-Vezouze, Sarrebourg, Bitche, Belfort, Giromagny, etc.). Les sections alsaciennes balisent également des randonnées dans les forêts de plaine, les vignobles à flanc de collines quand les lieux comportent un caractère bucolique et historique évident.

##### Itinéraires de grande randonnée
Le massif est parcouru par plusieurs itinéraires de grande randonnée :
- le GR 5 (sentier européen E2), créé en 1897, relie la mer du Nord aux Pays-Bas à Nice. Il traverse le massif des Vosges du nord au sud de Wissembourg à Fesches-le-Châtel. Comme il suit la ligne de crête (parcours du GR 5 en Alsace), il passe par le Donon, le Champ de Feu, le Haut- Koenigsbourg, le Grand Ballon et le Ballon d’Alsace. Le temps de parcours représente environ une vingtaine de jours avec une moyenne de 21 km par jour ;
- le GR 53 arrive de l'Odenwald ;
- le GR 531, rectangle bleu, relie Soulz-sous-Forêts à Leymen en passant par Ingwiller, Munster, Masevaux, etc. ;
- le GR 532, rectangle jaune, court de Wissembourg à Mulhouse, après un grand périple dans la montagne vosgienne et une boucle entre Belfort et le Sundgau, etc. ;
- le GR 533, rectangle vert, commence à Celles-sur-Plaine, passe par Saint-Dié des Vosges, Gérardmer, La Bresse et rejoint le Ballon d’Alsace. Le rectangle vert pour le GR 533 plus tardif révèle le tropisme alsacien du Club vosgien qui a d’abord couvert les secteurs concernés par les agglomérations mosello-alsaciennes aux portes du versant occidental des Vosges. Le GR 5333 parcourt le massif en valorisant cette fois la partie vosgienne lorraine. Le GR 7 encore plus récent met à l’honneur la partie méridionale et la Vôge vers l’ouest ;
- le GR 534 Stanislas-Kléber, losange rouge, relie Strasbourg à Nancy ;
- le GR 7 relie Venise à la Pointe du Raz en Bretagne en passant par le Ballon d’Alsace. Il rejoint la Vôge en longeant la Haute Vallée de la Moselle, Remiremont, Xertigny, Darney et Lamarche ;
- le GR 59 traverse la Bourgogne-Franche-Comté du Ballon d'Alsace à Izieu en Auvergne-Rhône-Alpes.

##### Cyclotourisme sur route

###### Les cyclomontagnardes des Vosges
Les circuits traversent le parc naturel régional des Ballons des Vosges. Le plus long est celui des « Trois ballons » avec 213 km ; il part du Ballon de Servance et finit à Raddon-et-Chapendu dans la région des Mille étangs, surnommée la « Petite Finlande ». Il passe par le Ballon de Belfahy, le Ballon d’Alsace et le Grand Ballon en empruntant le col Amic, le col d'Oderen et le col des Croix.
Ainsi, cette transmontagnarde donne un regard conjoint sur les versants vosgiens et alsaciens, avec un accent particulier sur le pays des Vosges saônoises.
Il existe les deux formules allégées pour des courses moins exigeantes et confirmées : « 2 ballons » ou « 1 ballon ». En 2004, 687 coureurs avaient pris le départ de cette cyclomontagnarde. Différentes options supplémentaires ont été ajoutées afin de toucher le plus grand public possible.

###### Cyclomontagnarde des Vosges celtiques
La Fédération française de cyclotourisme et ses responsables locaux du pays de Wangenbourg-Engenthal organisent la cyclomontagnarde des Vosges celtiques dans la partie centre-est du massif vosgien. Les Vosges celtiques font référence ici aux parties traditionnellement romanes de l’Alsace alémanique que sont les pays d’Orbey, de Villé, de Sainte-Marie-aux-Mines ou de Schirmeck. On[style à revoir] y parlait autrefois des patois lorrains de la sous-famille vosgienne nommé « welche » dans certains secteurs car les Alsaciens germanophones tout comme les Allemands désignent tout locuteur de langue romane un « Welsche » par opposition aux « Tudesques » de l’ancien français.

###### Véloroutes et voies vertes
Versant lorrain :
- voie verte de Remiremont à Cornimont : les syndicats d’initiative de la vallée de la Moselotte ont créé la « Voie verte » qui relie Remiremont à Cornimont avec une extension possible vers La Bresse[224]. La vallée de la Haute Moselle s’y associe en proposant une variante vers Bussang en partant de Remiremont. Composé de trois types de panneaux différents, le balisage permet d'identifier les niveaux « familial », « entraîné » ou « confirmé » ;
- voie verte Sarrebourg - Abreschviller - Troisfontaines aménagée sur les anciennes voies ferrés Sarrebourg - Abreschviller et La Forge - Vallérysthal-Troisfontaines.

Versant alsacien :
- véloroute du vignoble d'Alsace - EuroVelo 5 de Marlenheim à Thann. La section de Marlenheim à Molsheim a été aménagée sur l'ancienne voie ferrée Saverne - Molsheim ;
- voie verte de la vallée de la Sauer de Durrenbach à Lembach aménagée sur l'ancienne voie ferrée Walbourg - Lembach ;
- voie verte du pays de Hanau de Bouxwiller à Dossenheim-sur-Zinsel aménagée sur une partie de l'ancienne voie ferrée Steinbourg - Schweighouse-sur-Moder ;
- voie verte de la vallée de la Zorn - EuroVelo 5 sur le chemin de halage du canal de la Marne au Rhin de Saverne au plan incliné de Saint-Louis-Arzviller ;
- voie verte de la vallée de la Mossig de Romanswiller à Marlenheim aménagée sur l'ancienne voie ferrée Saverne - Molsheim ;
- voie verte du val d'Argent de Châtenois-Bois l'Abbesse à Sainte-Marie-aux-Mines aménagée sur une partie de l'ancienne voie ferrée Sélestat - Lesseux - Frapelle ;
- voie verte de la vallée de la Doller de Pont d'Aspach à Sewen aménagée sur une partie de l'ancienne voie ferrée Cernay - Sewen.

##### Randonnées à VTT
Dans sa globalité, le massif vosgien permet aux vététistes de pratiquer leur sport soit individuellement, soit en passant par les structures associatives encadrées ou non par la Fédération française de cyclisme. Quelques événements suprarégionaux attirent les amateurs de cette discipline, mais les randonneurs pédestres croisent également des vététistes isolés sur les sentiers balisés par le Club vosgien, notamment dans les zones où il n’y a pas de station de la FFC. Le balisage VTT est le plus souvent identique à celui des autres régions de France. Le « Trophée du cerf » à Walscheid a néanmoins son propre balisage avec des bois de cerf ; la section du Club vosgien de Soucht a balisé des parcours VTT avec l’anneau habituellement utilisé par le Club vosgien pour les randonnées circulaires.

###### Traversée du massif des Vosges à VTT
La Traversée du massif des Vosges, longue de 419 km et balisée par la FFCT, a été découpée en quatorze étapes sur la partie alsacienne du massif, lesquelles sont regroupées selon qu’elles se situent dans les Vosges du Nord, les Basses-Vosges alsaciennes et les Hautes-Vosges. La traversée comprend intentionnellement la découverte des sites historiques et les anciens territoires souverains implantés dans le massif vosgien.
1. Secteur du parc naturel régional des Vosges du Nord
  1. Pays de Wissembourg
  2. Vallée de la Sauer
  3. La Petite Pierre le Pays de Hanau
  4. Pays de Saverne
2. Piémont et Basses-Vosges
  1. Pays de Wangenbourg-Engenthal, dite « Suisse d'Alsace »
  2. Vallée de la Bruche
  3. Massif du Champ du Feu et le Mont Sainte-Odile
  4. Pays du Bernstein et de l'Ungersberg
3. Parc naturel régional des Ballons des Vosges
  1. Haut-Koenigsbourg
  2. Le Brézouard
  3. Les Lacs
  4. Les Crêtes
  5. Les Chaumes
  6. Vallée de la Thur

###### Stations VTT labellisées FFC et FFCT
La fiche des sites pour le massif des Vosges suivis par la Fédération française de cyclisme indique neuf stations formant l’espace VTT des Hautes-Vosges côté lorrain :
1. Gérardmer ;
2. La Bresse ;
3. Xonrupt-Longemer ;
4. Ventron ;
5. Bussang ;
6. Saint-Maurice-sur-Moselle ;
7. Le Valtin ;
8. Cornimont ;
9. Liézey.

Elles proposent dix parcours verts, quinze bleus, dix-sept rouges et deux noirs. S’y ajoutent trois pistes d’endurance et d’entraînement de 21 km. Cela représente 44 parcours et 548 km en tout.
En Alsace, l'activité s’organise autour de :
- la station du lac Blanc– vallée de Kaysersberg[227]
  - quatre parcours verts, quatre bleus, quatre rouges, un noir ;
  - 220 km au total.
- la station de Guebwiller, Florival et Grand Ballon[228]
  - cinq parcours verts, quatre bleus, cinq rouges, six noirs ;
  - 254 km au total.
- la station de Sainte-Marie-aux-Mines et le val d’Argent[229]
  - trois parcours verts, six bleus, sept rouges et un noir ;
  - 316 km au total.

Dans le Bas-Rhin, il existe une base VTT FFCT dans le pays de la Petite Pierre. Des parcours VTT balisés ont également été aménagés à Dambach-Neunhoffen, Niederbronn-les-Bains, Saverne, Marmoutier, Wangenbourg-Engenthal, Rosheim, Barr, Châtenois et Villé.

###### Parcours et animations associatives dans le massif du Donon
| - Balisage Trophée du Cerf. - Rocher du Hohwalsch. |

- Trophée du Cerf à Walscheid : Walscheid, dans le pays de Sarrebourg, organise depuis plusieurs années dans les Basses-Vosges, massif du Donon, des randonnées à VTT plus ou moins familiales suivant le niveau du circuit[231]. Les circuits (10, 30 ou 40 km) commencent le plus souvent dans la vallée de la Bièvre et montent dans le massif gréseux aux rochers de poudingue pittoresques comme celui surplombant le col du Hohwalsch.
- Circuit des Roches à Abreschviller : bien qu'il soit situé dans les Basses-Vosges à l’attitude moyenne, les organisateurs réservent le circuit des Roches aux vététistes confirmés en raison de quelques passages techniques plaçant le parcours (longueur 32 km, dénivelé 620 m, durée de 4 h) dans la catégorie des difficiles.

##### Autres activités de plein air
Le vol libre (principalement en parapente) est particulièrement développé dans le massif des Vosges qui se prête à cette activité. Des épreuves de la coupe du monde et les compétitions comptant pour le championnat et la coupe de France s'y sont déroulées à plusieurs reprises, notamment sur le site du Trehkopf-Markstein.

##### Chemins de fer touristiques
- Chemin de fer d'Abreschviller, ancien chemin de fer forestier à voie étroite de 70 cm, à Abreschviller en Moselle.
- Train Thur Doller Alsace, ancienne ligne à voie normale de Cernay à Sentheim, à Cernay dans le Haut-Rhin.

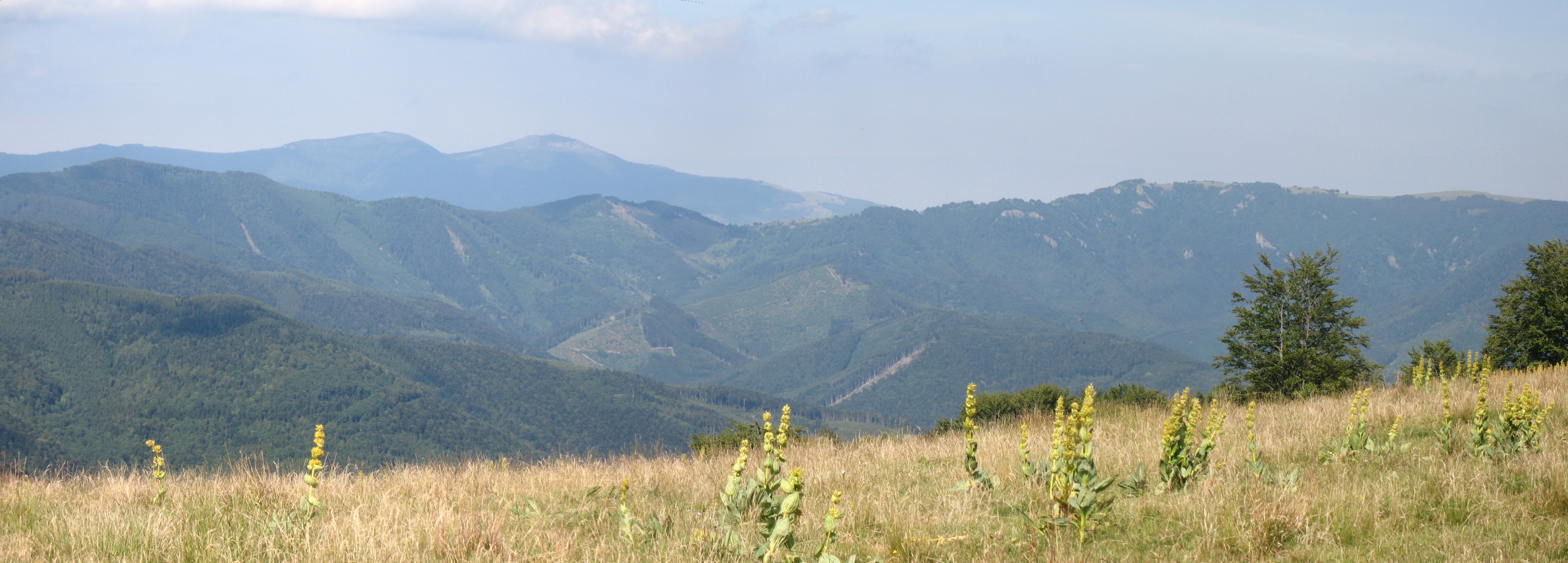
Panorama des Vosges : vus depuis le Tremontkopf, le Grand Ballon, plus haut sommet sur l'horizon et, à droite, la longue chaume du Rossberg ; au centre, le col du Belacker.

### Schémas de cohérence territoriale

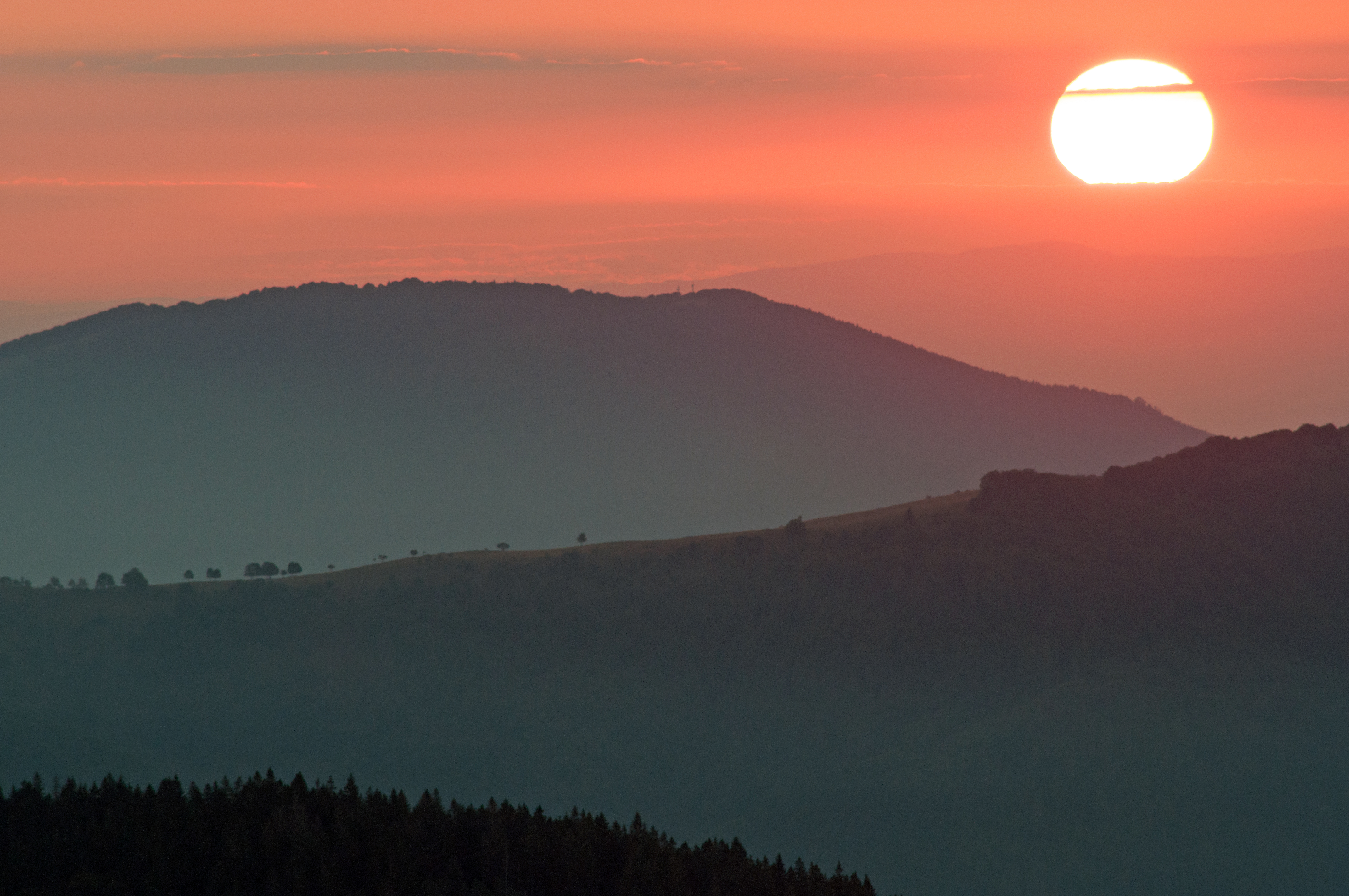
Lever de soleil dans le massif du ballon d'Alsace.

Le site du massif vosgien, inscrit au titre de la loi du 2 mai 1930, regroupe pour tout ou partie quatorze schémas de cohérence territoriale (SCOT). Un schéma interrégional de massif a été élaboré pour constituer le document de référence d’application des politiques publiques dans le territoire à enjeux que constitue le massif. C'est un espace interrégional regroupant 589 communes et 618 014 habitants (données 2011). Sept départements sont concernés : Meurthe-et-Moselle, Moselle, Vosges, Bas-Rhin, Haut-Rhin, Haute-Saône et Territoire de Belfort.

### Géologie et nature
- Jean-Paul von Eller, Guide géologique Vosges-Alsace, guide régionaux, collection dirigée par Charles Pomerol, 2e édition, Masson, Paris, 1984, 184 pages  (ISBN 2-225-78496-5)
- Yves Sell (dir.), L'Alsace et les Vosges, géologie, milieux naturels, flore et faune, La bibliothèque du naturaliste, Delachaux et Niestlé, Lausanne, 1998, 352 pages  (ISBN 2-603-01100-6)
- Jean-Claude Flageollet, Sur les traces des glaciers vosgiens, CNRS éditions, 2002, 212 pages  (ISBN 2-271-05960-7)
- Jean-Claude Flageollet, Où sont les neiges d'antan? Deux siècles de neige dans le massif vosgien, Presses universitaires de Nancy, 2005, 220 pages  (ISBN 2-86480-867-6)
- Jean-Claude Flageollet, « Morpho-structures vosgiennes », in Géomorphologie : relief, processus, environnement, no 2, 2008, p. 75
- Charles-Michel Sigendaler, Les lacs des Hautes Vosges, éditions Coprur, Balades & Loisirs, Strasbourg, 1996, 118 pages  (ISBN 2-84208-006-8)
- Massif vosgien : Les grands ensembles naturels / Hautes-Vosges FR4112003 : Superficie : 26 387 ha
- Zone de Protection Spéciale « Massif Vosgien » Site FR4112003 : Cahier 1 Éléments de présentation et de synthèse
- Zone de Protection Spéciale « Massif Vosgien ». Site FR4112003 : Cahier 2 Annexes scientifiques et techniques

### Approche géographique et historique
- Collectif, Parc naturel régional des Ballons des Vosges, Nouveaux-Loisirs, coll. « Guides Gallimard », 1999, 192 p. (ISBN 2-7424-0563-1)
- Christophe Courau, Nathalie Moreau et Francine Pigelet-Lambert, Vosges, Paris, Hachette, coll. « Guide évasion », 2007, 302 p. (ISBN 978-2-01-240495-3)
- Marie-José Laperche-Fournel, La représentation du massif vosgien (1670-1870) : entre réalité et imaginaire, L'Harmattan, Paris, 2013, 250 pages  (ISBN 978-2-343-00540-9)
- Damien Parmentier, Michel Laurent et Christophe Voegele (photographes), Vosges. Massif d'histoire, terre de liberté, La Nuée Bleue, DNA Strasbourg, 2007, 180 pages  (ISBN 978-2-7165-0667-0)
- Damien Parmentier, Le massif des Vosges, Alsace, Franche-Comté et Lorraine, éditions Ouest-France, Rennes, avril 2011, 180 pages  (ISBN 978-2-7373-5078-8)
- Jean-Robert Zimmermann, Les Vosges, Merveilles de la nature : De Saverne au Ballon d'Alsace, des Mille-Étangs au Donon, Nancy, Éditions Place Stanislas, 2009, 149 p. (ISBN 978-2-35578-036-3)

### Approche ethnographique et photographique
- Joël Couchouron, pour sa série de 64 cartes postales Les Vieux Métiers, primée à Nantes en 1988, mais aussi ses livres à imagerie vosgienne, à nombreuses rééditions, Sapois/Vagney, intitulés La vie paysanne dans les Vosges, Vie à la Ferme dans les Hauts, Gens de la Montagne, Ainsi va la vie, Les Vosges à portée de main, Scènes paysannes, etc.

### Randonnée pédestre
- Guide du Club Vosgien, opus en quatre volumes, Strasbourg, réédition 1998.
- Didier Cornaille, Promenades et randonnées dans les Vosges, du Fleckenstein au Ballon d'Alsace, Guide randonneur no 1, MA Éditions, Solar, 1991, 128 pages  (ISBN 2-263-01744-5) [pour cavaliers, avec interprétation teintée d'imaginaire folklorique occidentale, mais souvent éloignée des faits historiques ou des divers imaginaires vosgiens]
- Jean-Louis Keller, Balades à pied Alsace et Vosges, 6e édition, DNA La Nuée Bleue, Strasbourg, 1999  (ISBN 2-7165-0334-6)
- Paul Keller, Les Vosges pittoresques, édition Salvator, Mulhouse, 1982, 164 pages. Préface de Jean Braun, président du comité central du Club vosgien  (ISBN 2-7067-0074-2) [Ouvrage focalisé sur le nord du Massif des Vosges]
- Jean-Luc Theiller (texte), Jean-Luc Maire (photographie), Découvrir l'Alsace et les Vosges en marchant, éditions Franck Mercier, Annecy, 1998, 214 p.  (ISBN 2-86868-140-9)
- Daniel Wenger, Sur les sentiers vosgiens, édition Salvator, Mulhouse, 1971, 230 p.
- Daniel Wenger, Mes balades préférées dans les Vosges, La Nuée bleue, DNA Strasbourg, 2009, 158 p.  (ISBN 978-2-7165-0751-6)
- Jean-Luc Theiller, Gîtes et refuges dans les Vosges, éditions Coprur, Balades & Loisirs, Strasbourg, 1994, 192 p.  (ISBN 2-903297-98-3)

### Ski
- Jacques Dieterlen, Les fils de la neige, histoire de skieurs, édition de la revue du ski, Strasbourg, 1936.
- Neige dans les Vosges, Dernières Nouvelles d'Alsace, 1953, 32 p.
- Associations départementales de Tourisme (Vosges, Haut-Rhin), Sports d'hiver dans le massif vosgien, Loos, Paris Saint-dié, 1962.(Liste d'hôtels, calendrier de compétition).
- Fédération Française de ski, comité régional des Vosges, Ski dans les Vosges (Annuaire 1969-1970), saison 1969-1970, Mulhouse, 128 pages.
- Jean Steiner, Dix ans de ski dans les Vosges, Épinal, 1981, 112 p. (préface de Gaston Currien).
- Documentaire vidéo de J.A. Raynaud, Ski de fond, Scope 2, 1981.
- Carte de randonnées de ski de fond : Massif du Donon, carte au 1/25000°, Au Source de la Plaine, 1983.
- Le ski dans les Vosges, Journal de la chambre de commerce et d'industrie des Vosges, no 199, janvier 1984.
- Alain Morley, Skier dans les Vosges, Guide poche DNA, La Nuée Bleue, Strasbourg, 1990, 45 fiches (soit autant de stations, 240 pistes, 220 circuits)  (ISBN 2-7165-0228-5).
- Grégoire Gauchet, Un siècle de ski dans les Vosges, La Nuée bleue, DNA, Strasbourg et éditions de l’Est, Nancy, 2001, 112 p.  (ISBN 2-7165-0495-4).
- Laurent Wahl, « Névés, corniches et risque d’avalanche dans les Hautes-Vosges », Revue géographique de l'Est.
- Francis Gueth, « Éléments pour une histoire ancienne de l'enneigement et des avalanches dans les Vosges », Dialogues Transvosgiens, no 16, 2001, p. 9

### Autres sports
- Anne et Jérôme Renac, 30 balades à raquettes dans les Vosges, du Donon au Ballon d'Alsace, édition Didier Richard, 2006, 80 p.  (ISBN 2-7234-5167-4)
- Yannick Dissart, Pierre Argand (expert sécurité), Escalades dans les Vosges, guide édité par le comité départemental de la Fédération Française de Montagne et d'Escalade des Vosges, 165 p.  (ISBN 2-9511364-0-4)